# هاري بوتر وحجر الفيلسوف (فلم)
هاري بوتر وحجر الفيلسوف (بالإنكليزية: Harry Potter and the Philosopher's Stone) (صدر في الولايات المتحدة وباكستان وسريلانكا والهند تحت اسم «هاري بوتر وحجر الساحر» (بالإنكليزية: Harry Potter and the Sorcerer's Stone) هو فيلم خيالي أُنتج في سنة 2001 من إخراج كريس كولومبوس، مبني على الرواية التي تحمل نفس الاسم للمؤلفة ج. ك. رولنغ. الفيلم هو الجزء الأول في سلسلة أفلام هاري بوتر. كتب ستيف كلوفز سيناريو الفيلم وأنتجه ديفيد هيمان. القصة تتبع هاري بوتر في سنته الأولى في مدرسة هوغوورتس للسحر والشعوذة حيث يكتشف أنه ساحر مشهور ويبدأ تعلم السحر. الفيلم من بطولة دانيال رادكليف بدور هاري بوتر، مع روبرت غرينت وإيما واتسون بدور صديقيْه رون ويزلي وهيرميون جرينجر. تبع هذا الفيلم سبعة أجزاء أخرى أولها هاري بوتر وحجرة الأسرار.
اشترت شركة وارنر برذرز حقوق عمل الفيلم في 1999 مقابل نحو 1 مليون جنيه إسترليني. بدأ الإنتاج في المملكة المتحدة في 2000، مع اختيار كريس كولومبوس كمخرج من بين قائمة تضم ستيفن سبيلبرغ وروب راينر. أصرت ج. ك. رولينغ على أن يكون الممثلون جميعهم بريطانيين أو إيرلنديين، حفاظاً على النزاهة الثقافية للكتاب. تم تصوير الفيلم في استوديوهات ليفيسدن للأفلام التابعة لشركة وارنر برذرز وعِدَّة مبانٍ تاريخية في أنحاء بريطانيا.
صدر الفيلم في المملكة المتحدة والولايات المتحدة في نوفبمر 2001. تلقى مراجعات إيجابية من النقاد، وفاقت إيراداته 974,755,371 دولار أمريكي في شبابيك التذاكر حول العالم، مما جعله ثاني أعلى فيلم دخلا في التاريخ في ذلك الوقت، بالإضافة إلى الفيلم الأكثر ربحًا لعام 2001. ورُشح لعدة جوائز، من ضمنها جائزة الأوسكار لأفضل موسيقى تصويرية وجائزة الأوسكار لأفضل تصميم إنتاج وجائزة الأوسكار لأفضل تصميم ملابس.
في أغسطس 2020، أعيد إصدار فيلم هاري بوتر وحجر الفيلسوف في العديد من البلدان، حيث ربح 31.8 مليون دولار، ليصبح المجموع العالمي 1,006,917,662 دولار أمريكي[بحاجة لمصدر]، مما يجعله الفيلم الثاني في السلسلة الذي تتجاوز إيراداته الـ المليار دولار بعد فيلم هاري بوتر ومقدسات الموت الجزء 2.
اعتبارا من ديسمبر 2020، الفيلم يحتل المرتبة 46 في قائمة أعلى الأفلام دخلا في التاريخ وثاني أعلى فيلم دخلا في سلسلة هاري بوتر خلف الجزء الأخير هاري بوتر ومقدسات الموت – الجزء 2.

## القصة
هاري بوتر، هو طفل هزيل، ذو شعر أسود، ويرتدي نظارات مستديرة. عاش بعد وفاة والديه عند خالته بتونيا وزوجها فيرنون وابنهما الوحيد ددلي. أخفت عليه خالته وزوجها أنه ساحر وأن والديه قد قُتِلا على يد ساحر الظلام اللورد فولدمورت. هذا الساحر حاول قتله أيضًا، ولكن هاري بوتر نجا بسبب تضحية أمه وحمايتها له لكي لا يلمسه اللورد فولدمورت (سيد الظلام)، ولكنه بقي مع ندبة على شكل برق على جبينه. طوال أحد عشر عامًا كان يظن أنه شخص عادي، وأن والديه ماتا في حادث سيارة.
يبدأُ الفيلم عندما، قام ألباس دمبلدور ومنيرفا مكجونجال، الأستاذان في مدرسة هوغوورتس للسحر والشعوذة، جنبًا إلى جنب مع حارس المدرسة روبياس هاغريد، في وقت متأخر من إحدى الليالي، بتسليم طفل صار يتيمًا مؤخرًا اسمه هاري بوتر إلى أقاربه الوحيدين المتبقين على قيد الحياة، عائلة درسلي حيث أن السيدة درسلي هي خالة الطفل.
طوال عشر سنوات، عاش هاري حياة صعبة مع عائلة درسلي. بعد التسبب عن غير قصد في وقوع حادث أثناء رحلة عائلية إلى حديقة الحيوانات، يبدأ هاري في تلقي رسائل غريبة يقوم البوم بإيصالها. بعد أن انتقل هو وآل درسلي إلى جزيرة لتجنب المزيد من الرسائل، ظهر هاغريد مرة أخرى وأخبر هاري أنه ساحر وأنه تم قبوله في مدرسة هوغوورتس للسحر والشعوذة وهو ما لم يرُق لعائلة درسلي التي يمقت أفرادها كل ما يخرج عن المألوف. بعد اصطحاب هاري إلى حارة دياجون لشراء لوازمه لهوغوورتس وبومته الأليفة التي تُدعى هيدويغ كهدية عيد ميلاد، أخبره هاغريد بماضيه: لقد مات والدا هاري جيمس وليلي بوتر بسبب تعويذة قاتلة على يد أكثر السحرة قوة وشرًّا وهو معروف بِاسم: لورد فولدمورت. ولكنه لم يستطع قتل هاري وهو طفل صغير بل اختفى سيد الظلام منذ تلك الليلة؛ وبذلك أصبح هاري، الناجي الوحيد من تعويذة الموت، معروفًا في عالم السحرة باسم «الصبي الذي عاش».
يدخل هاري محطة كينغز كروس لركوب قطار متجه إلى هوغوورتس، حيث يلتقي بثلاثة طلاب آخرين: رون ويزلي، الذي سرعان ما أصبح صديقًا له. هيرميون غرينجر، ساحرة ذكية ولدت لأبوين من الموجلز (غير السحرة)؛ ودراكو مالفوي، فتى من عائلة ساحرة ثرية، شكَّل هاري معه عداوة وصراعًا على الفور. بعد وصولهم إلى المدرسة، يتجمع الطلاب في القاعة الكبرى، حيث يتم إرسال جميع طلاب السنة الأولى باستخدام قبعة التنسيق إلى أحد المنازل الأربعة في هوغوورتس: جريفندور وهفلباف ورافنيكلو وسليذرين. على الرغم من أن قبعة التنسيق أرادت إرسال هاري إلى منزل سليذرين مع دراكو، إلا أنه تم إرساله إلى جريفندور جنبًا إلى جنب مع رون وهيرميون وذلك بعد أن أبدى عدم رغبته للذهاب إلى سليذرين.
في هوغوورتس، يبدأ هاري في تَعَلُم التعاويذ السحرية ويكتشف المزيد عن ماضيه ووالديه. بعد استعادة كرة التذكير الخاصة بطالب جريفندور نيفيل لونغبوتوم بطريقة رائعة، تم اختيار هاري في فريق جريفندور للكويدتش ليلعب في منصب باحث، وهو إنجاز نادر للغاية عند طلاب السنة الأولى. في طريقهم إلى غرف الطلبة ذات ليلة، تغيرت مسارات الدرج وبالتالي قادت هاري ورون وهيرميون إلى الطابق الممنوع في هوغوورتس. يكتشف الثلاثة كلبًا عملاقًا ثلاثي الرؤوس يُدعى فلافي في منطقة محظورة بالمدرسة. ثم قام رون بإهانة هيرميون بعد أن أزعجته أثناء درس التعويذات، بعد ذلك حبست هيرميون نفسها في حمام الفتيات وأخذت في البكاء. في تلك الأمسية دخل ترول إلى المدرسة وتعرضت هيرميون للهجوم، لكن هاري ورون أنقذاها، وصار الثلاثة أصدقاء بعد هذه الحادثة.
اكتشف الأطفال لاحقًا أن فلافي يحرس حجر الفيلسوف، وهو حجر لديه القدرة على تحويل أي معدن إلى ذهب وإنتاج جرعة تمنح الخلود لمن يشربها. يشتبه هاري في أن مدرس الجرعات ورئيس منزل سليذرين سيفيروس سناب يحاول الحصول على الحجر لإعادة فولدمورت إلى شكله المادي. يكشف هاجريد بالصدفة للثلاثي أن فلافي سوف ينام إذا تم تشغيل الموسيقى أمامه. قرر هاري ورون وهيرميون في تلك الليلة محاولة العثور على الحجر قبل سيفيروس سناب. يكتشفون فلافي نائمًا بالفعل ويواجهون سلسلة من الدفاعات الموضوعة لحماية الحجر، بما في ذلك نبتة قاتلة تُعرف باسم مخالب الشيطان، وغرفة مليئة بمفاتيح طائرة عدوانية حيث يجب عليهم العثور على المفتاح الصحيح للعبور إلى الغرفة التالية، والتي يوجد بها لعبة شطرنج عملاقة حيث يتوجب عليهم الفوز للعبور.
بعد تجاوز الدفاعات، اكتشف هاري أن مدرس الدفاع ضد الفنون المظلمة كويريل هو الذي كان يحاول الحصول على الحجر: بينما كان الأستاذ سناب يحمي هاري بالفعل طوال الوقت. يزيل كويريل عمامته ويكشف عن فولدمورت الضعيف الذي يعيش على مؤخرة رأسه. من خلال سحر وضعه دمبلدور، وجد هاري الحجر في حوزته. يحاول فولدمورت المساومة على الحجر من هاري مقابل إحياء والديه، لكن هاري يرفض. يحاول كويريل قتل هاري ردًا على ذلك؛ ولكنه قُتل بدلاً من ذلك بعد أن احترق عندما لمس هاري، مما أدى إلى تحويل كوريل إلى رماد ثم خرجت روح فولدمورت من رماده. ووقع هاري فاقدًا للوعي بعد هذه الحادثة.
يتعافى هاري في عيادة المدرسة مع دمبلدور إلى جانبه. يوضح دمبلدور أن الحجر قد تم تدميره وأن رون وهيرميون في أمان. يكشف دمبلدور أيضًا كيف تمكن هاري من هزيمة كويريل: عندما ماتت والدة هاري لإنقاذه، أعطى موتها هاري حماية قائمة على الحب ضد فولدمورت. يكافأ هاري ورون وهيرميون بنقاط إضافية لمنزلهم جريفندور لأدائهم البطولي، وبذلك اشتركوا في المركز الأول مع سليذرين بعد تساوي النقاط بين المنزلين. ثم يمنح دمبلدور عشر نقاط لنيفيل لونغبوتوم لمحاولته إيقاف الثلاثي ومنعهم من الوقوع في المشاكل، مما يمنح جريفندور كأس المنازل الأربعة. يعود هاري إلى المنزل في الصيف، سعيدًا أخيرًا بالحصول على منزل حقيقي هو هوغوورتس.

## طاقم التمثيل

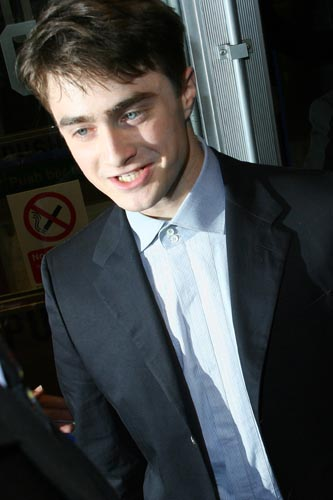
دانيال رادكليف في دور هاري بوتر

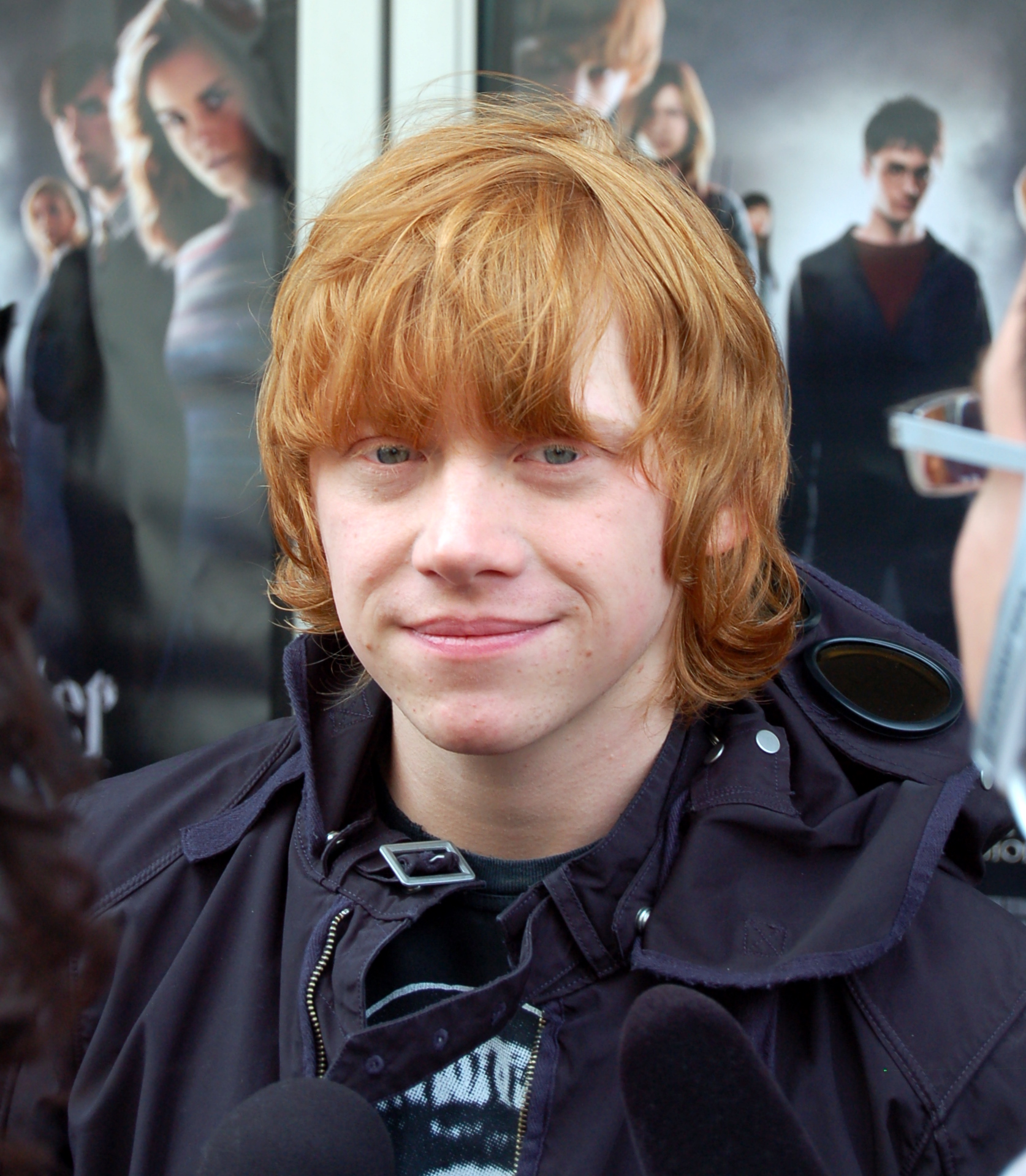
روبرت غرينت في دور رون ويزلي

- دانيال رادكليف في دور هاري بوتر: يتيم يبلغ من العمر 11 عامًا نشأ على يد خالته وعمه غير المرحبين به، والذي يعرف شهرته عندما تم قبوله في هوغوورتس مدرسة السحر والشعوذة، باعتباره ساحرًا معروفًا وأنه نجا ليلة مقتل والديه على يد الساحر الأسود اللورد فولدمورت عندما كان رضيعًا. كان كولومبوس يريد رادكليف لتولي هذا الدور منذ أن رآه في إنتاج بي بي سي لفيلم دافيد كوبرفيلد (1999)، قبل عقد جلسات الاختيار المفتوحة، ولكن قيل له من قبل مديرة اختيار الممثلين سوزان فيجيس أن والدي رادكليف المتخوفَيْن لن يسمحا لابنهما بالمشاركة.[5] أوضح كولومبوس أن إصراره على إعطاء رادكليف الدور كان هو في استقالة فيجيس.[5] طُلب من رادكليف إجراء الاختبار في عام 2000، عندما التقى به هيمان وكلوفز وبوالديه في إنتاج «حجارة في جيوبه» في لندن.[6] نجح هيمان وكولومبوس في إقناع والدي رادكليف بأن ابنهما سيكون محمياً من تدخل وسائل الإعلام، ووافقا على السماح له بلعب دور هاري.[5] وافقت رولينغ على اختيار رادكليف، مشيرة إلى أنه «بعد مشاهدة [اختبار الشاشة] لا أعتقد أن كريس كولومبوس كان بإمكانه العثور على هاري أفضل».[7] ويليام موسلي، الذي تم اختياره لاحقًا ليلعب دور بيتر بيفينسي في سلسلة سجلات نارنيا[8]، تم اختباره أيضًا لهذا الدور. يظهر توائم سوندرز الثلاثة في صورة هاري كطفل رضيع.[9]إيما واتسون في دور هيرميون غرينجر

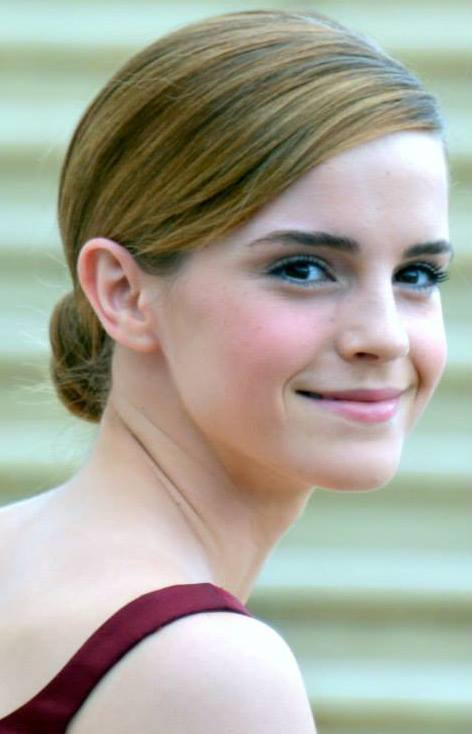
إيما واتسون في دور هيرميون غرينجر

- روبرت غرينت في دور رون ويزلي: أفضل صديق لهاري في هوغوورتس وثاني أصغر فرد في عائلة ويزلي السحرية. قرر غرينت، أحد المعجبين بالمسلسل، أنه سيكون مثاليًا للدور «لأن [لديه] شعر بلون زنجبيل».[10] بعد الاطلاع على تقرير لبرنامج نيوزراوند حول عملية بدء اختيار الممثلين، أرسل مقطع فيديو لنفسه وهو يغني حول كيفية رغبته في استلام الدور. كانت محاولته ناجحة حيث طلب فريق التمثيل مقابلة معه.[10]

- إيما واتسون في دور هيرميون غرينجر: أفضل صديقة لهاري والعقل المفكر للثلاثي. قامت معلمة واتسون في المسرح بتمرير اسمها إلى وكلاء التمثيل وكان عليها إجراء أكثر من خمس مقابلات قبل أن تحصل على الدور.[11] أخذت واتسون الاختبار على محمل الجد، لكنها "لم تعتقد أبدًا أن لديها أي فرصة للحصول على الدور[10]". أعجب المنتجون بثقة واتسون الذاتية وتفوقت على الآلاف من الفتيات الأخريات اللائي تقدمن بطلبات.[12]
- جون كليز في دور نيك شبه مقطوع الرأس: شبح منزل جريفندور.[13]
- روبي كولترين بدور روبياس هاغريد: نصف عملاق وحارس حرم مدرسة هوغوورتس. كان كولتران أحد الممثلين الذين أرادتهما رولينغ أكثر من غيرهم، إلى جانب ماغي سميث في دور مكجونجال.[14][15] استعد كولتران، الذي كان بالفعل معجبًا بالكتب، للدور من خلال مناقشة ماضي هاجريد ومستقبله مع رولينغ.[16][17] وفقًا لفيجيس، كان روبن ويليامز مهتمًا بالمشاركة في الفيلم، ولكنْ تم رفضه لدور هاجريد بسبب قاعدة «الممثلين البريطانيين والأيرلنديين فقط» التي كان كولومبوس مصممًا على الحفاظ عليها.[15][18]
- راويك ديفيز بدور فيليوس فليتويك: أستاذ التعويذات ورئيس منزل رافنكلو.[19] يلعب ديفيس أيضًا دوريْن آخريْن في الفيلم: القزم رئيس بنك جرينجوت للسحرة[20]، ويتحدث بصوت القزم غرينفوك، الذي يجسده فيرن تروير.[21]
- ريتشارد جريفيثز في دور فيرنون درسلي: زوج خالة هاري.[20] تم اختبار إيان ماكنيس لدور فيرنون.[22]
- ريتشارد هاريس في دور ألباس دمبلدور: مدير مدرسة هوغوورتس وأحد السحرة الأكثر شهرة وقوة في كل العصور. رفض هاريس الدور في البداية، لكنه تراجع عن قراره بعد أن صرحت حفيدته بأنها لن تتحدث معه مرة أخرى إذا لم يأخذ الدور.[23]
- إيان هارت في دور كويريل: أستاذ الدفاع ضد فنون الظلام في هوجورتس.[20] تم اختبار ديفيد ثيوليس من أجل الدور؛ في وقت لاحق قام هذا الأخير بتمثيل دور ريموس لوبين في هاري بوتر وسجين أزكابان.[24] كما قام هارت بأداء صوت اللورد فولدمورت[25]، بينما قدم ريتشارد بريمر مظهره الجسدي وصوره على أنه شخصية مقنعة.[25][26]
- جون هرت في دور السيد أوليفاندر: صانع عِصِي سحرية موموق وصاحب متجر أوليفندرز للعصي السحرية.[20]
- آلان ريكمان في دور سيفروس سنيب: أستاذ الجرع ورئيس منزل سليذرين. كان تيم روث هو الاختيار الأصلي لهذا الدور، لكنه رفضه من أجل فيلم كوكب القردة.[27]
- فيونا شو في دور بيتونيا درسلي: خالة هاري.[20]
- ماغي سميث في دور منيرفا مكجونجال: نائبة مدير المدرسة، ورئيسة منزل جريفندور وأستاذة التحول في هوغوورتس. كانت سميث أحد أكثر الممثلين المطلوبين من طرف رولينغ، إلى جانب كولترين في دور هاغريد.[14]
- جولي والترز بدور مولي ويزلي: والدة رون. توضح لهاري كيفية الوصول إلى منصة 9 3⁄4.[28] قبل تمثيل والترز، أجرت الممثلة الأمريكية روزي أودونيل محادثات مع كولومبوس حول لعب دور السيدة ويزلي.[29]

بالإضافة إلى ذلك، تظهر زوي وناماكر في دور السيدة هوش، مدربة الطيران في هوغوورتس؛ توم فيلتون في دور دراكو مالفوي، طالب في سليذرين ومنافس هاري؛ يلعب هاري ميلينج دور ددلي درسلي، ابن خالة هاري؛ وظهر ديفيد برادلي في دور أرغوس فيلتش، القائم بأعمال هوجورتس. يُمثل ماثيو لويس وديفون موراي نيفيل لونجبوتوم وشيموس فينيجان، على التوالي، اثنان من طلاب السنة الأولى في جريفندور؛ يلعب التوأمان جيمس وأوليفر فيلبس دور توأمين فريد وجورج ويزلي، أشقاء رون، بينما يظهر كريس رانكين على أنه الأخ الآخر بيرسي، رئيس الطلاب في جريفندور، وبوني رايت في دور جيني أخت رون. يُمثل شون بيجيرستاف دور أوليفر وود، حارس فريق جريفندور للكويدتش؛ جيمي وايليت وجوشوا هيردمان يلعبان كراب وجويل، أتباع مالفوي؛ ويقوم ليزلي فيليبس بأداء صوت قبعة التنسيق. يلعب ديريك ديدمان دور توم، صاحب الحانة في ليكي كادرون؛ وتظهر إليزابيث سبريغز في دور سيدة البدينة، لوحة في هوغوورتس.

## الإنتاج

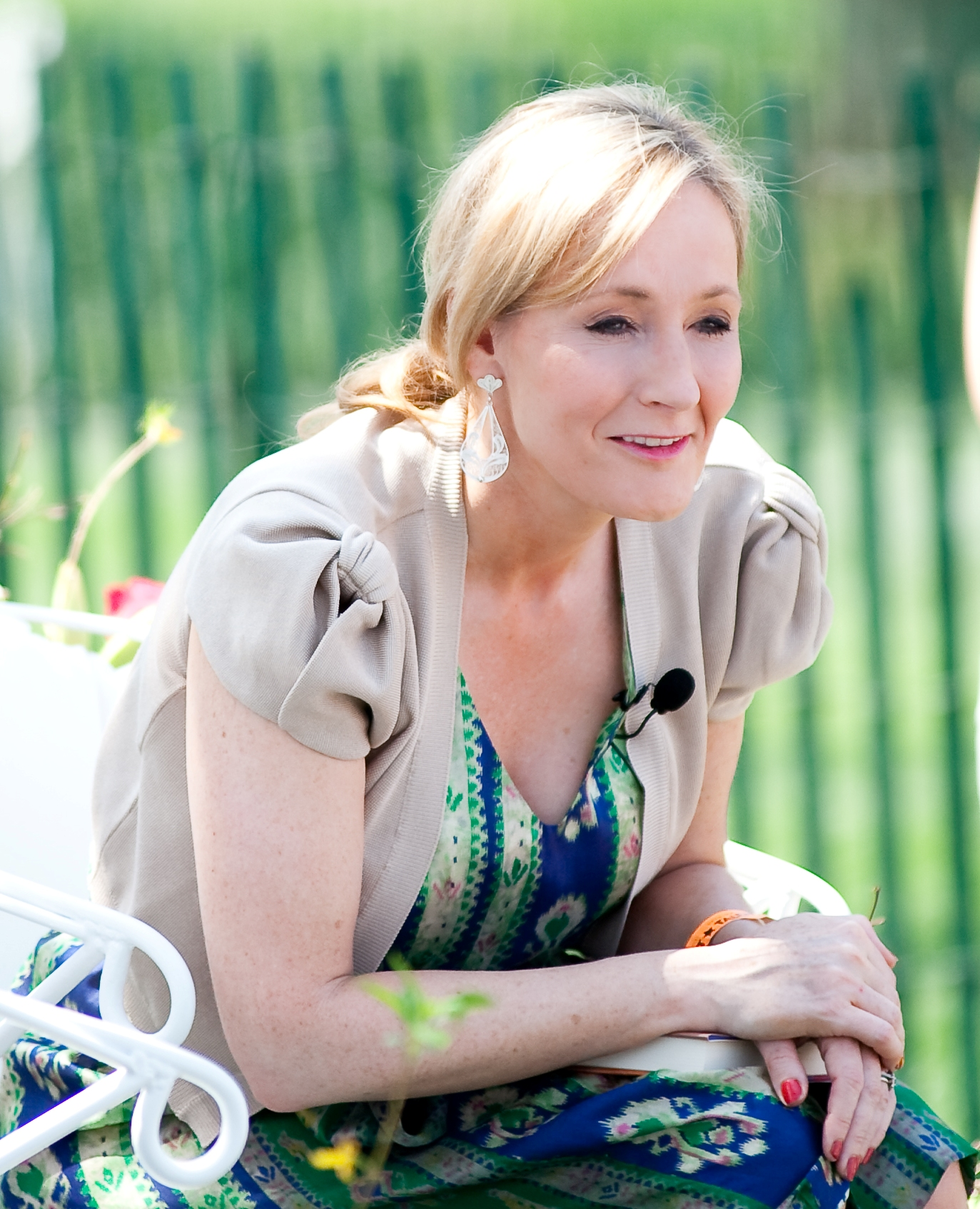
كتبت ج. ك. رولينج الرواية وكان لها تأثير كبير على إنتاج الفيلم

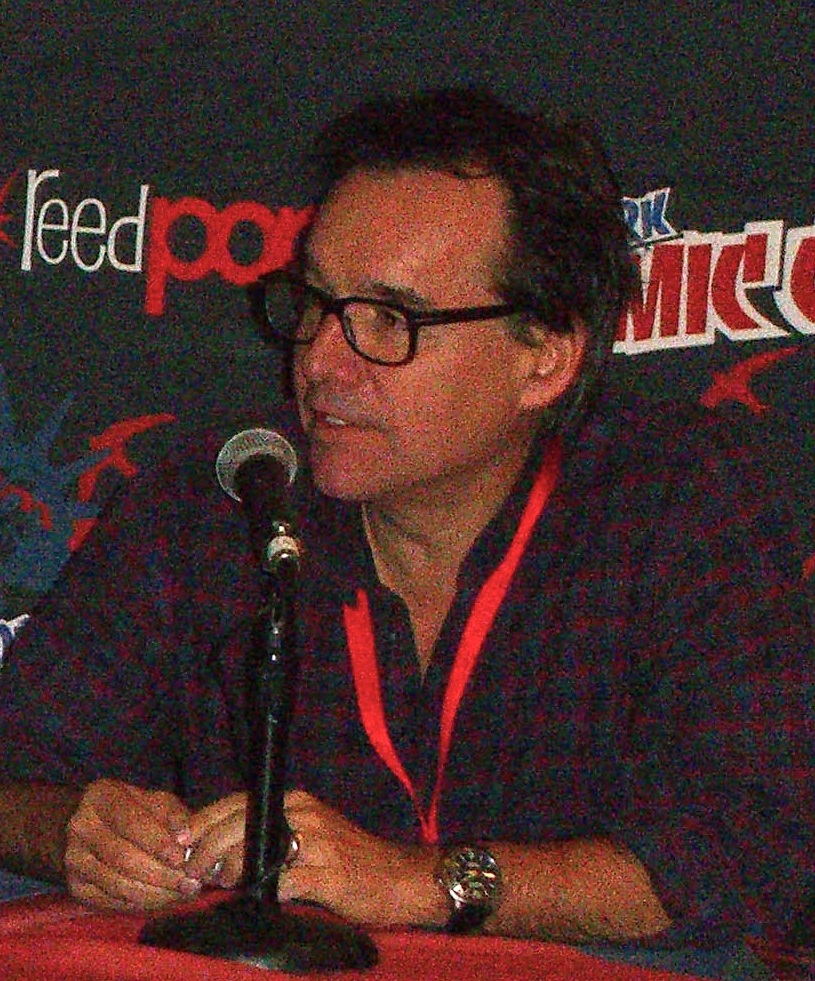
كريس كولومبوس مخرج فيلم هاري بوتر وحجر الفيلسوف

### تطور المشروع
في عام 1997، بحث المنتج ديفيد هيمان عن كتاب للأطفال يمكن تحويله إلى فيلم يُلاقي استحسانًا. كان قد خطط لإنتاج رواية «الغول في الطابق السفلي» للكاتبة الإنجليزية ديانا وين جونز، لكن خططه فشلت. ثم اقترح فريقه في أستوديو أفلام هايداي هاري بوتر وحجر الفيلسوف، والذي اعتقد مساعده أنه "فكرة رائعة". عرض هيمان الفكرة على شركة وارنر براذرز. وفي عام 1999، باعت رولينغ للشركة حقوق أول أربعة كتب من سلسلة هاري بوتر مقابل حوالي مليون جنيه إسترليني. كان الطلب الذي قدمته رولينغ هو أن يحرص هيمان على أن يكون طاقم العمل على الفيلم بريطانيًا أو أيرلانديًا؛ وأن يلعب ريتشارد هاريس دور دمبلدور وتلعب فيونا شو دور بتونيا درسلي، وأصرَّت على عدم اختيار ممثلين أجانب ما لم يكن ذلك ضروريًا للغاية، مثل اختيار ممثلين من فرنسا وأوروبا الشرقية في هاري بوتر وكأس النار حيث يتم تحديد شخصيات من الكتاب على هذا النحو. كانت رولينغ مترددة في بيع الحقوق لأنها «لم ترغب في منحهم السيطرة على بقية القصة» من خلال بيع الحقوق إلى الشخصيات، الأمر الذي كان سيمكن وارنر براذرز من إنتاج تتابعات لم تكتبها المؤلفة.
على الرغم من أن ستيفن سبيلبرغ تفاوض في البداية لإخراج الفيلم، إلا أنه رفض العرض. وبحسب ما ورد أراد سبيلبرغ أن يكون التكيِف على شكل فيلم رسوم متحركة، مع الممثل الأمريكي هالي جويل أوسمنت لتقديم صوت هاري بوتر، أو فيلم يضم عناصر من كتب لاحقة. أكد سبيلبرغ أنه، في رأيه، كان الأمر أشبه «بإطلاق النار على البط في برميل. إنه مجرد ضربة قاضية. إنه مثل سحب مليار دولار ووضعه في حساباتك المصرفية الشخصية. لا يوجد أي تحد». كما أكدت رولينغ أنه لم يكن لها دور في اختيار المخرجين للأفلام وأن «[أي] شخص يعتقد أنه كان بإمكاني (أو كنت أريد)» استعمال حق الفيتو«[ك‍] ضده [سبيلبرغ] فهو يحتاج إلى خدمات ريشة الإقتباسات السريعة (الريشة التي تستخدمها ريتا سكيتر)». ذكر هيمان أن سبيلبرغ قرر إخراج فيلم إي آي: الذكاء الاصطناعي بدلاً من ذلك.

بعد مغادرة سبيلبرغ، بدأت المحادثات مع مخرجين آخرين، بما في ذلك: كريس كولومبوس، وتيري جيليام، وجوناثان ديم، ومايك نيويل، وآلان باركر، وولفغانغ بيترسن، وروب راينر، وايفان ريتمان، وتيم روبينز، وبراد سيلبرلينج، وإم.نايت شيامالان وبيتر وير. انسحب كل من بيترسن وراينر من السباق في مارس 2000، وتم الإختيار بين سيلبرلينج وكولومبوس وباركر وغيليام. كان المخرج المفضل لرولينغ هو تيري غيليام، ولكن وارنر براذرز اختارت كولومبوس، مشيرةً إلى أن عمله في أفلام عائلية أخرى مثل فيلم وحيد في المنزل وفيلم السيدة داوتفاير كان السبب في اختياره. عرض كولومبوس رؤيته للفيلم لمدة ساعتين، مشيرًا إلى أنه يريد أن تكون مشاهد الموجلز (غير السحرة) "قاتمة وكئيبة" ولكن تلك التي تدور في عالم السحرة "تكون غارقة في الألوان والأحاسيس والتفاصيل". لقد استوحى الإلهام من تعديلات ديفيد لين للآمال العظيمة (1946) وأوليفر تويست (1948)، راغبا في استخدام "هذا النوع من الظلام، هذا النوع من الحدود، تلك الجودة في التصوير السينمائي"، بينما استوحى من تصاميم الألوان من أوليفر! (1968) والعراب (1972).
تم اختيار ستيف كلوفز لكتابة السيناريو. ووصف تكييف الكتاب بأنه "صعب"، لأنه لم "يفسح المجال للتكيف مثل الكتابين اللذين تبعاه". غالبًا ما تلقى كلوفز ملخصات الكتب المقترحة من قِبَل شركة وارنر براذرز لتُكيَف على شكل أفلام، لكن معظمها " لم يُقرأ أبدًا "، لكن هاري بوتر قفز إليه. خرج واشترى الكتاب، وأصبح فورا معجبًا بالسلسلة. عندما تحدث إلى شركة وارنر براذرز. ذكر أن الفيلم يجب أن يكون بريطانيًا، ويجب أن يكون صادقًا مع الشخصيات. كان كلوفز متوترًا عندما التقى رولينغ لأول مرة لأنه لم يكن يريدها أن تعتقد أنه ذاهب إلى "[تدمير] طفلها". اعترفت رولينغ بأنها "كانت مستعدة حقًا لكراهية ستيف كلوفز"، لكنها تذكرت حديثهما في أول لقاء معه: "في المرة الأولى التي قابلته فيها قال لي هل تعرفين من هي شخصيتي المفضلة؟" وفكرت، ستقول رون. أعلم أنك ستقول رون. لكنه قال "هيرميون". لقد ذُبْتُ نوعًا ما". تلقت رولينج قدرًا كبيرًا من التحكم الإبداعي، وهو ترتيب لم يمانعه كولومبوس.
كانت شركة وارنر براذرز قد خططت في البداية لإطلاق الفيلم في 4 يوليو 2001 في عطلة نهاية الأسبوع، مما جعل مدة الإنتاج قصيرة ولهذا السبب فإن العديد من المخرجين المقترحين انسحبوا من السباق. وبسبب ضيق الوقت، تم تاريخ تأجيل إصدار الفيلم إلى 16 نوفمبر 2001.

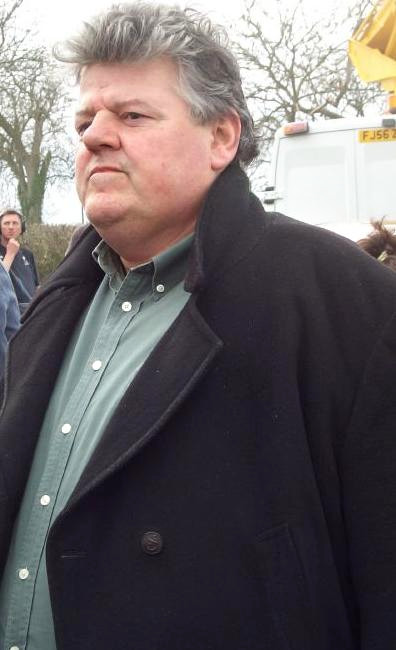
روبي كولتراين في دور روبيس هاغريد وهو أيضا أحد الممثليين المفضلين لدى ج. ك. رولينغ

### اختيار الممثلين
أصرت رولينغ على إبقاء طاقم الممثلين بريطانيين. تم تعيين سوزي فيجيس كمديرة اختيار، حيث عملت مع كل من كولومبوس ورولينغ في اختبار الأدوار الرئيسية لهاري ورون وهيرميون. تم إجراء مكالمات اختيار مفتوحة للأدوار الثلاثة الرئيسية، مع مراعاة اختيار الأطفال البريطانيين فقط. تمت الاختبارات الرئيسية في ثلاثة أجزاء، حيث اضطر أولئك الذين خضعوا للاختبار إلى قراءة صفحة من الرواية، ثم ارتجال مشهد وصول الطلاب إلى هوجورتس، وأخيراً قراءة عدة صفحات من السيناريو أمام كولومبوس. استخدمت أيضًا في الاختبارات مشاهد من نص سيناريو كولومبوس لفيلم 1985 الشاب شيرلوك هولمز. في 11 يوليو 2000، غادرت فيجيس الإنتاج، واشتكت من أن كولومبوس لم يعتبر أيًا من آلاف الأطفال الذين اختُبِرُوا «جديرين». بحلول أغسطس 2000، كان آلان ريكمان وريتشارد هاريس في المحادثات النهائية للعب أدوار سيفروس سنيب وألبوس دمبلدور، على التوالي، وتم تأكيدهما لاحقًا من ذلك الشهر. في 14 أغسطس، تم اختيار ماغي سميث وروبي كولتراين المفضلين لدى رولينغ في دور مينيرفا مكجونجال وروبياس هاغريد، على التوالي. في 21 أغسطس، تم اختيار دانيال رادكليف والوافدين الجدد روبرت غرينت وإيما واتسون للعب هاري بوتر ورون ويزلي وهيرميون غرينجر على التوالي. في نوفمبر 2000، انضمت جولي والترز وجون كليز إلى فريق التمثيل في دور مولي ويزلي ونيك شبه مقطوع الرأس على التوالي.

### التصوير
طلب اثنان من مسؤولي صناعة السينما البريطانية أن يتم تصوير الفيلم في المملكة المتحدة، وقدموا مساعدتهم في تأمين مواقع التصوير، واستخدام استديو ليفيسدن للأفلام، بالإضافة إلى تغيير قوانين عمل الأطفال في المملكة المتحدة (إضافة عدد صغير من ساعات العمل في الأسبوع. وجعل توقيت الفصول الدراسية أكثر مرونة). قبلت شركة وارنر براذرز اقتراحهم. بدأ التصوير في 29 سبتمبر 2000 في استديو ليفيسدن للأفلام وانتهى في 23 مارس 2001، وبدأ العمل النهائي في يوليو. تم التصوير الرئيسي في 2 أكتوبر 2000 في محطة سكة حديد جواثلاند الواقعة شمال يوركشاير. تم الإعلان عن كاتدرائية كانتربري وقلعة إنفيرايلورت في اسكتلندا كمواقع محتملة لهوغوورتس. رفض المسؤولون عن كاتدرائية كانتربري اقتراح وارنر براذرز بسبب مخاوف بشأن موضوع الفيلم «الوثني». تم اختيار قلعة ألنويك وكاتدرائية جلوستر في النهاية كمواقع رئيسية لهوجورتس، كما تم تصوير بعض المشاهد في مدرسة هارو. تم تصوير مشاهد هوغوورتس الأخرى في كاتدرائية دورهام على مدى أسبوعين؛ تضمنت لقطات للممرات وبعض مشاهد الفصول الدراسية. كانت مدرسة اللاهوت في جامعة أكسفورد بمثابة ناح مستشفى هوجورتس، ومكتبة ديوك همفري، وهي جزء من مكتبة بودلي، استخدمت كمكتبة هوغورتس. تم تصوير مشاهد برايفت درايف في بيكي بوست كلوز في براكنيل، بيركشاير. استغرق التصوير في الشارع يومين بدلاً من اليوم الواحد المخطط له، وبالتالي تمت زيادة المدفوعات لسكان الشارع. بالنسبة لجميع مشاهد الفيلم اللاحقة التي تدور أحداثها في برايفت درايف، تم التصوير في موقع تم تشييده في استديو ليفيسدن للأفلام، والذي ثبت أنه أرخص من التصوير في الموقع. تم اختيار منزل أستراليا في لندن كموقع لبنك السحرة غرينغوت، بينما كانت كنيسة كنيسة المسيح، أكسفورد موقعًا لغرفة الجوائز لهوجورتس. تم استخدام حديقة حيوان لندن كموقع للمشهد الذي قام فيه هاري عن طريق الخطأ بإطلاق ثعبان على ددلي، كما تم استخدام محطة كينغز كروس كما يحددها الكتاب.

بما أنَّ العنوان الأمريكي كان مختلفًا حيث كان العنوان «هاري بوتر وحجر الساحر» بدلاً من «هاري بوتر وحجر الفيلسوف»، كان لابد من إعادة تصوير جميع المشاهد التي يُذكَر فيها «حجر الفيلسوف» بالإسم، مرة مع قول الممثلين «فيلسوف» ومرة مع قول «ساحر». قام الأطفال بالتصوير لمدة أربع ساعات بينما قاموا بعملهم المدرسي لمدة ثلاث ساعات. كما أبْدَوْا إعجابهم بإصابات الوجه المزيفة مع موظفي المكياج. كان من المفترض في البداية أن يرتدي رادكليف عدسات لاصقة خضراء لأن عينيه زرقاء وليست خضراء مثل هاري، لكن العدسات تسببت في تهيج شديد لرادكليف. بعد التشاور مع رولينغ، تم الاتفاق على أن تكون عيون هاري زرقاء.

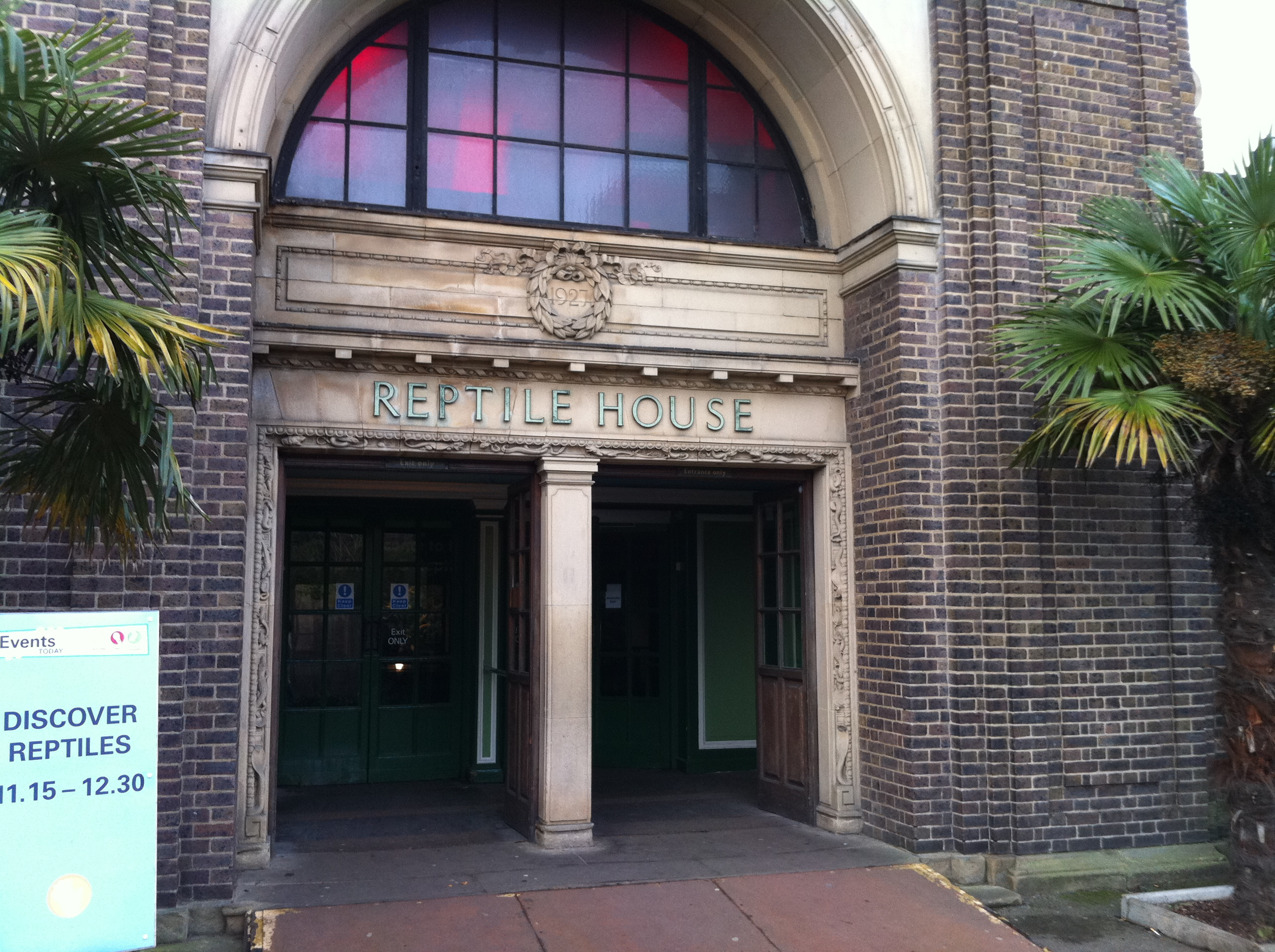
بيت الزواحف في حديقة حيوان لندن
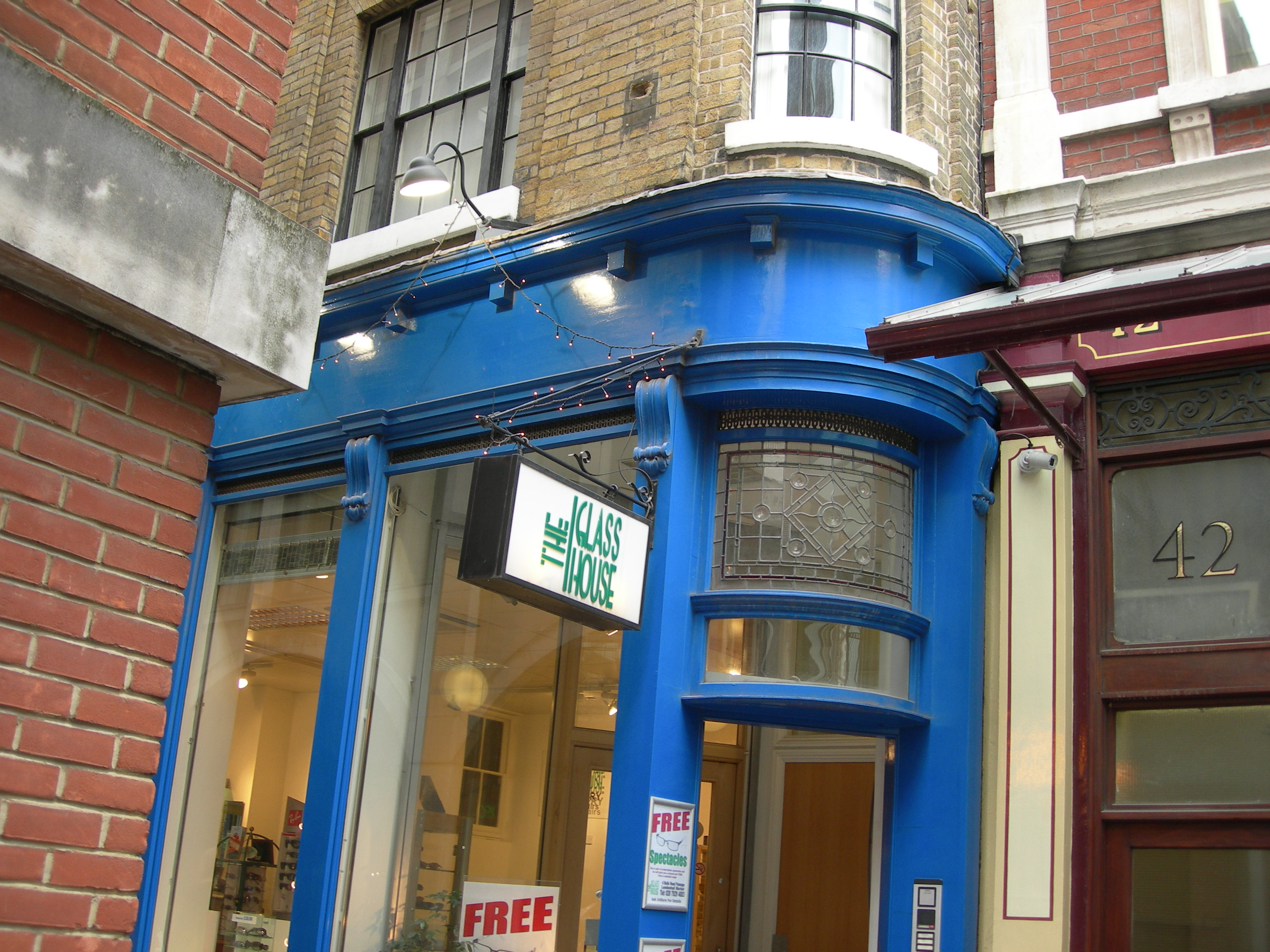
متجر بيع بالتجزئة في لندن (استُخدم لتصوير ليكي كادرون)
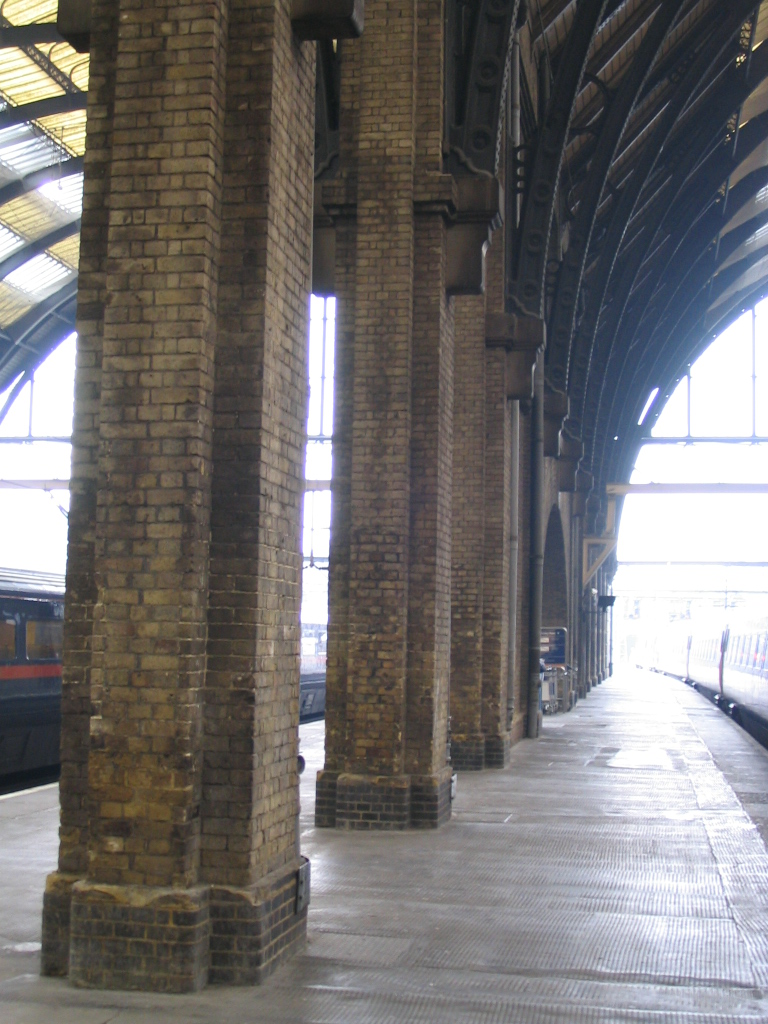
كينغز كروس، المنصة 4 (المسار 9 ¾)
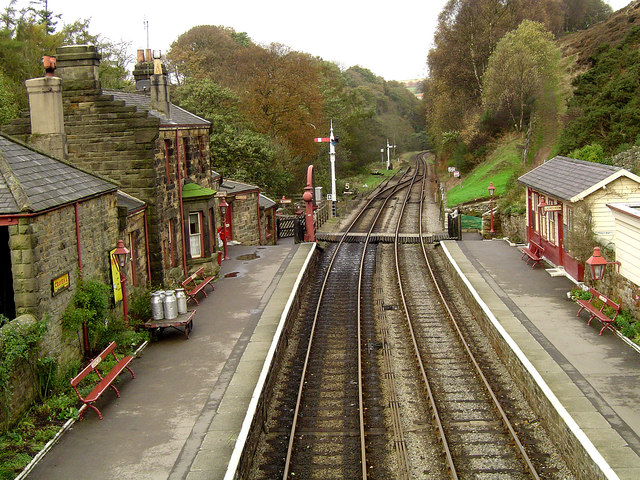
محطة قطار غوتلاندر(محطة هوجسميد)
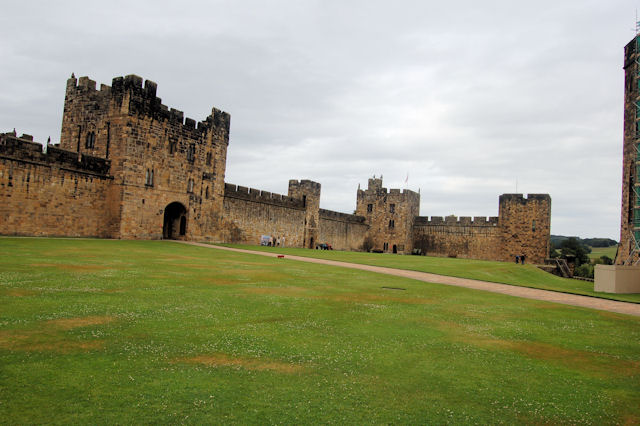
قلعة النويك (هوغوورتس)
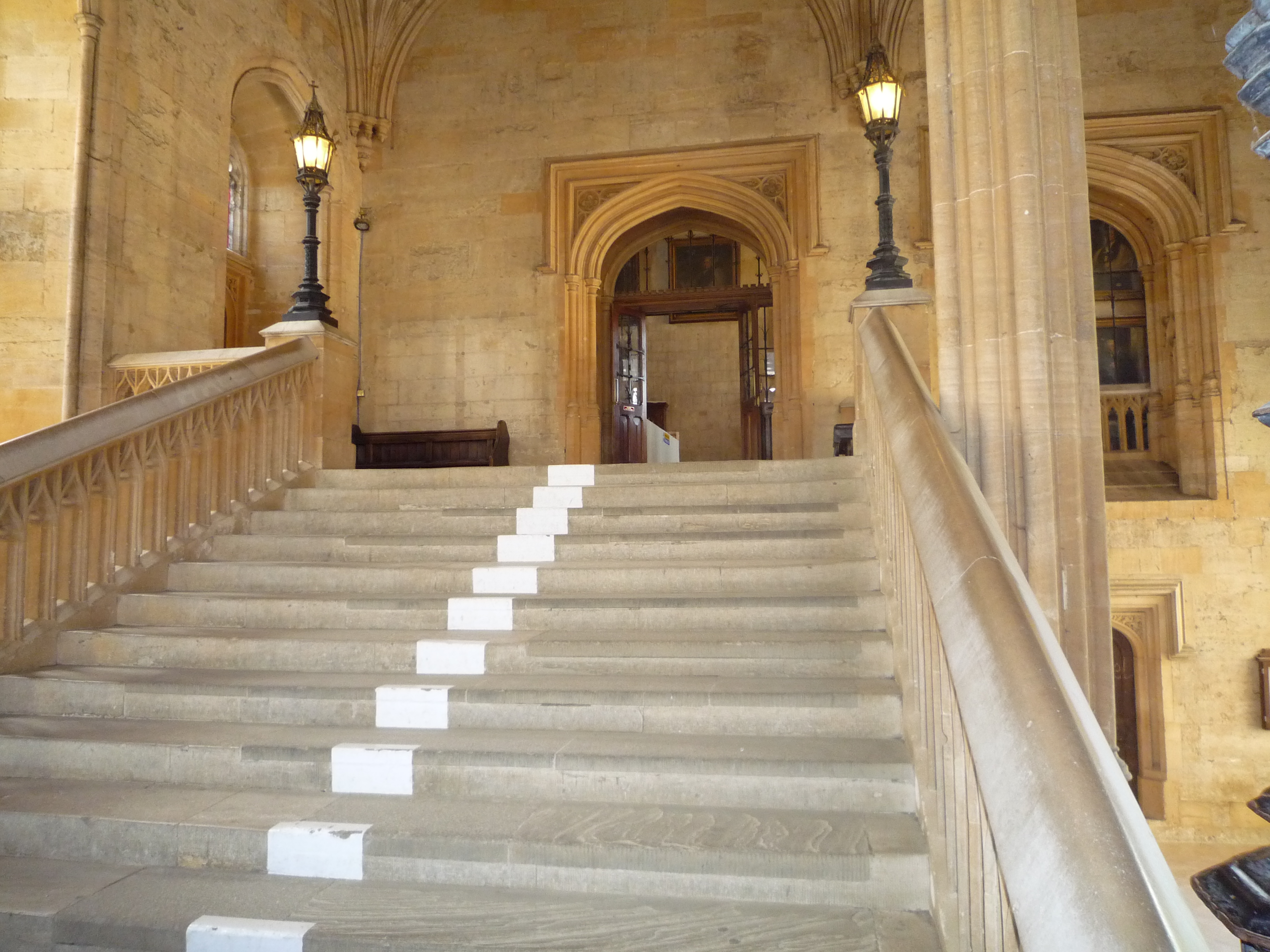
كنيسة المسيح (هوغوورتس)
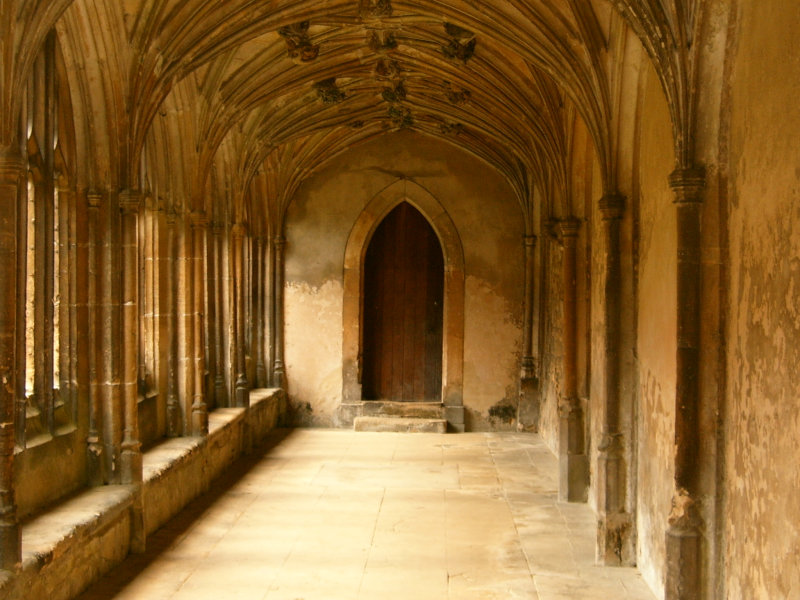
دير لاكوك (هوجورتس)
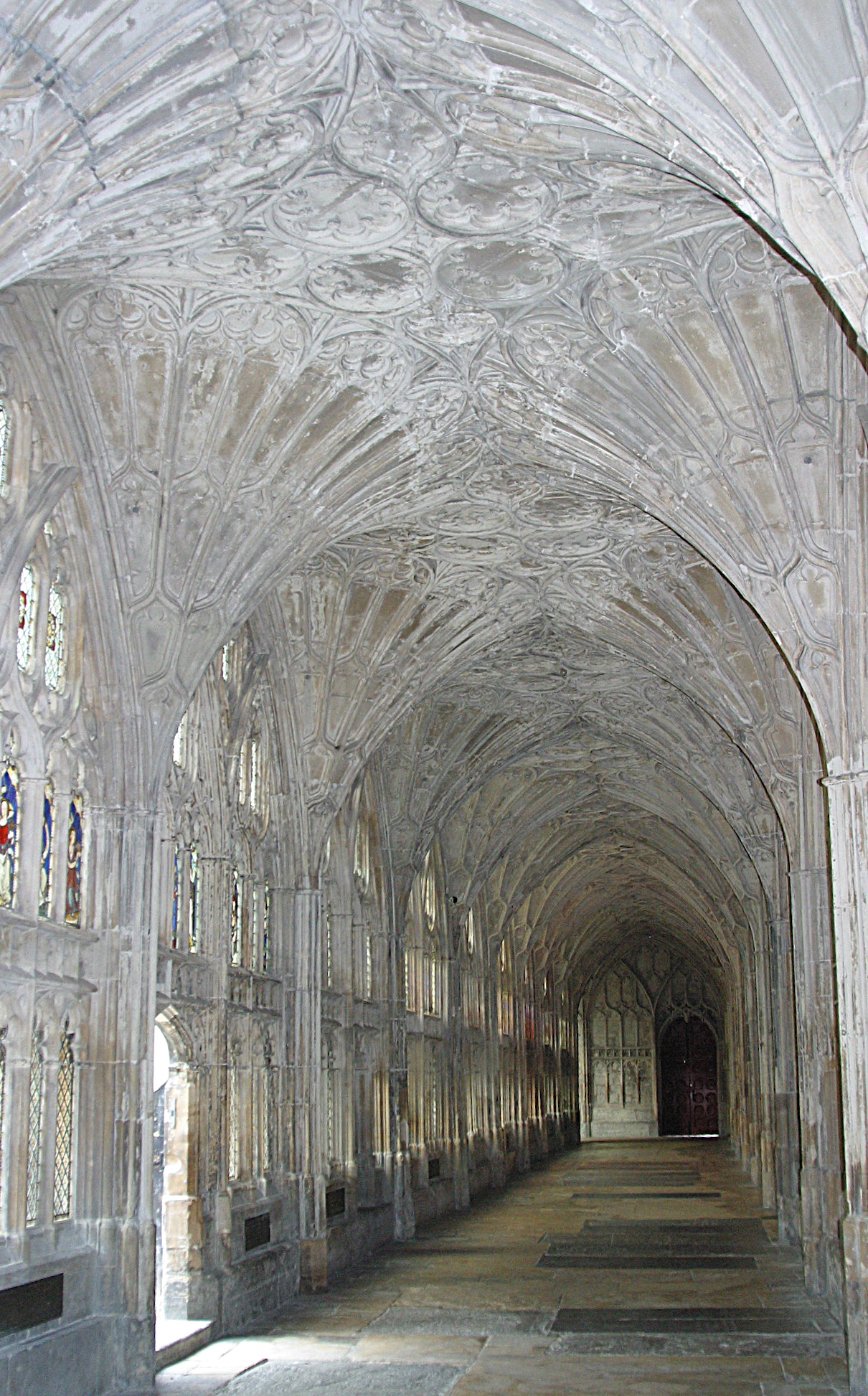
كاتدرائية جلوستر (هوغوورتس)
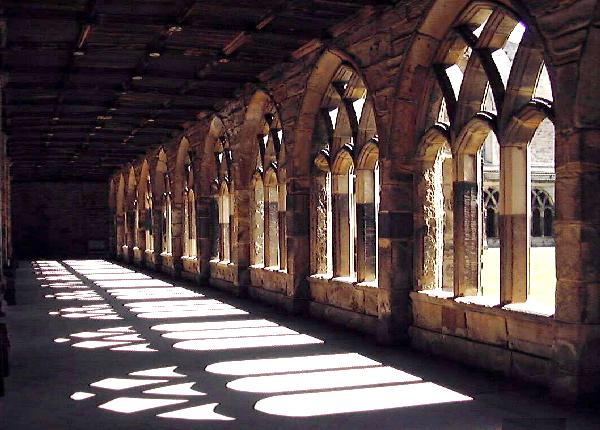
كاتدرائية دورهام (هوغوورتس)
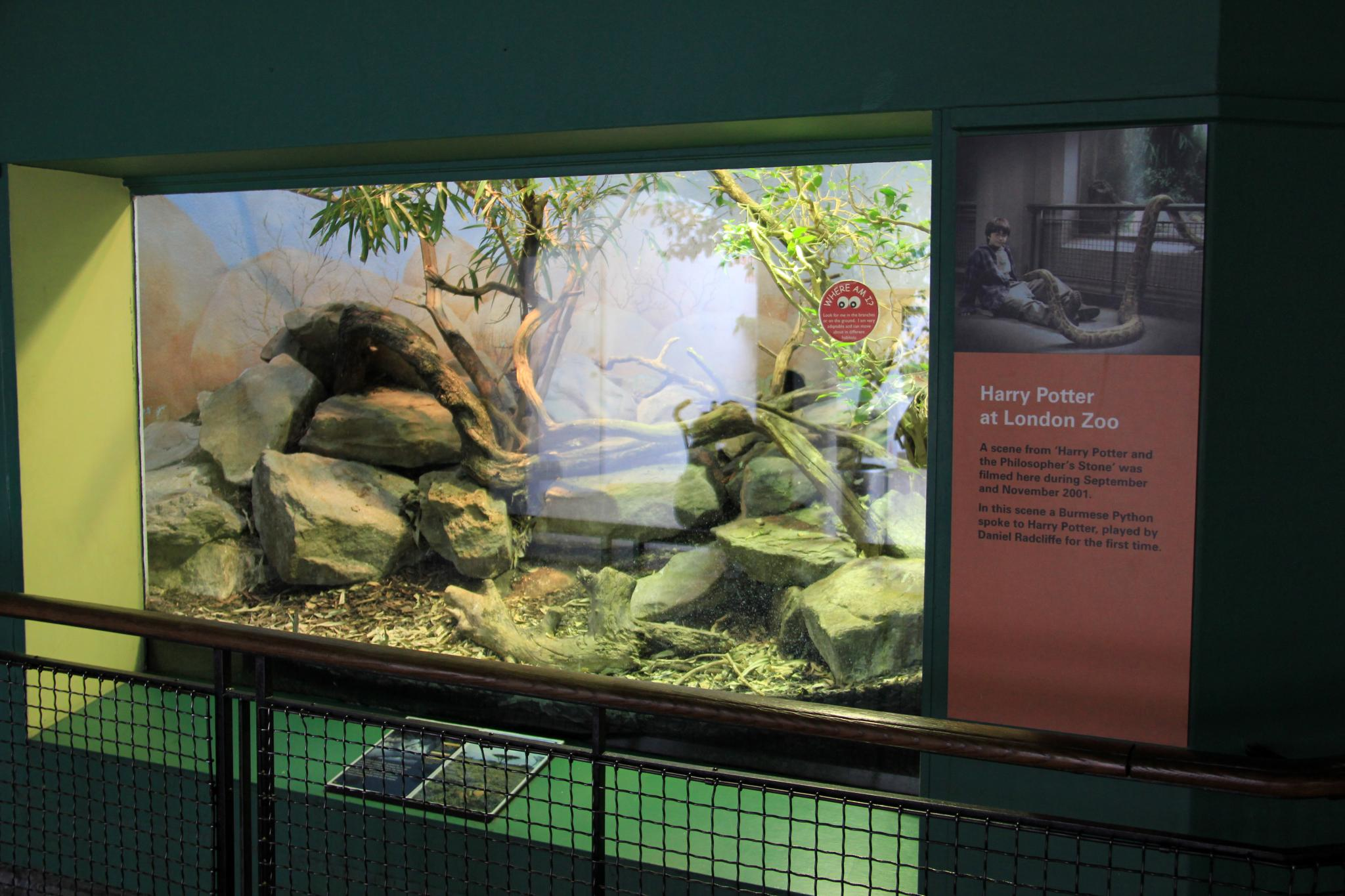
موقع تصوير إطلاق هاري للثعبان دون قصد (حديقة حيوان لندن)
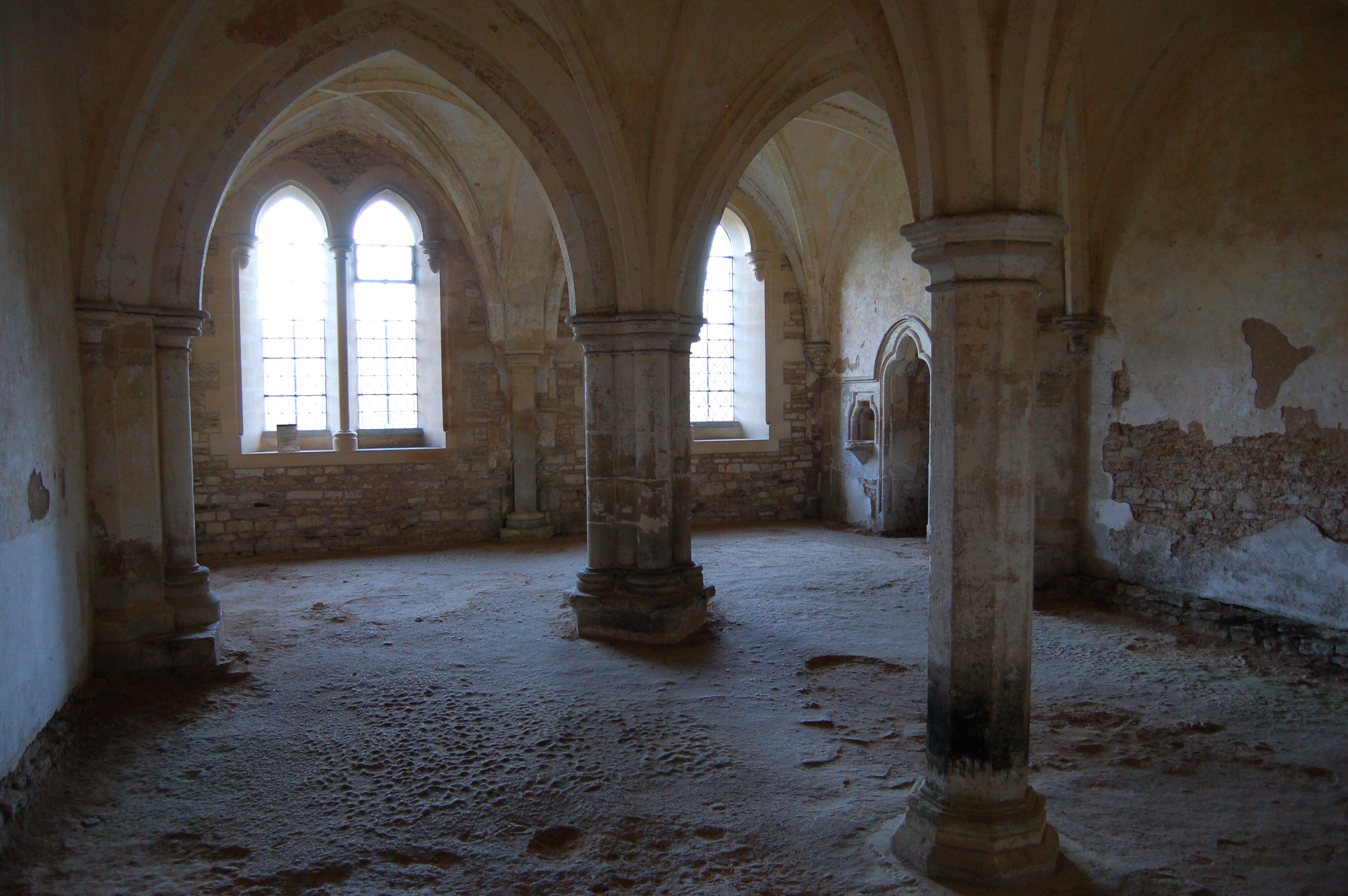
غرفة في دير لاكوك، ويلتشير، إنجلترا (استُعملت لتصوير دروس الجرعات للأستاذ سيفروس سنيب)
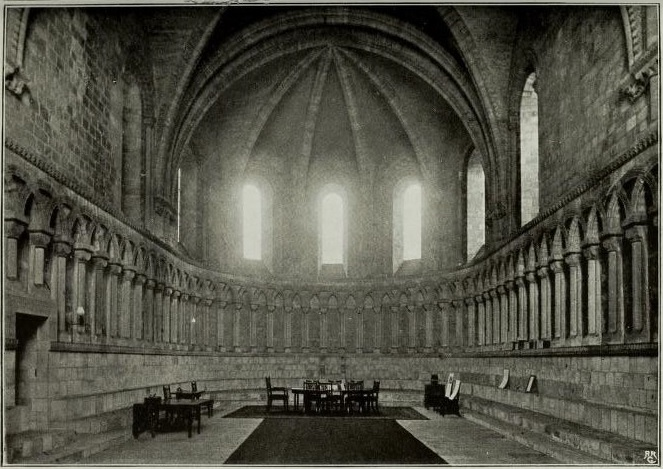
دار الفصل كاتدرائية دورهام (استُعملت لتصوير دروس التحويل للأستاذة مينيرفا مكجونجال)

### التصميم والمؤثرات الخاصة

صورة متحركة لعصا سحرية تنفذ تعويذة لوموس، إحدى التعويذات الرئيسية التي تظهر في سلسلة هاري بوتر.

عملت جوديانا ماكوفسكي كمصممة أزياء. أعادت تصميم أردية الكويدتش، بعد أن خططت في البداية لاستخدام تلك التي تظهر على غلاف الكتاب الأمريكي، لكنها اعتبرتها «فوضى». بدلاً من ذلك، ارتدى لاعبو الكويدتش «سترات بريبي، السراويل المرفوعة من القرن التاسع عشر مع واقي الذراع». قام مصمم الإنتاج ستيوارت كرايغ ببناء مواقع التصوير في استوديوهات ليفيسدن للأفلام، بما في ذلك القاعة الكبرى لهوغوورتس، مستندا إلى العديد من الكاتدرائيات الإنجليزية. على الرغم من أنه طلب في الأصل استخدام شارع قديم موجود لتصوير مشاهد حارة دياجون، قرر كرايغ بناء موقعه الخاص، والذي يجمع كل من العمارة التيودورية والجورجية وطرازالملكة آن.

خطط كولومبوس في الأصل لاستخدام كل من علم الأنيماترونكس والمؤثرات الصوتية الرقمية لإنشاء المخلوقات السحرية، بما في ذلك فلافي. تم تكليف نيك دودمان، الذي عمل في حرب النجوم الجزء الأول: تهديد الشبح، بمهمة تحضير الأطراف الاصطناعية اللازمة، كما قدَّم متجر جيم هينسون للمخلوقات تأثيرات المخلوقات. ذكر جون كوبنجر أن المخلوقات السحرية التي يجب إستحداثها وجب تصميمها عدة مرات. يضم الفيلم ما يقرب من 600 لقطة تحوي مؤثرات خاصة، بمشاركة العديد من الشركات. خلقت شركة إندستريال لايت آند ماجيك وجه اللورد فولدمورت على ظهر كويريل، وأنتج استديو ريتم آند هيوز صور نوربرت (تنين هاجريد الصغير)؛ وسوني بيكتشرز إيميج وركس أنتجوا مشاهد الكويدتش.

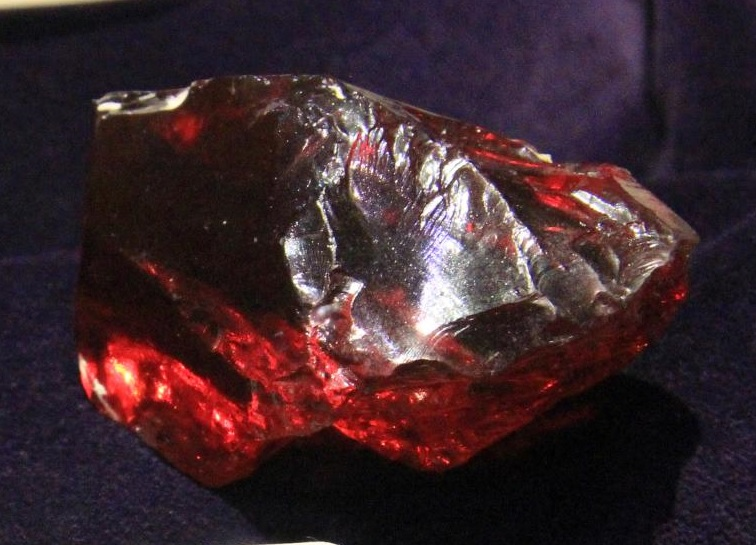
حجر الفيلسوف في الفيلم
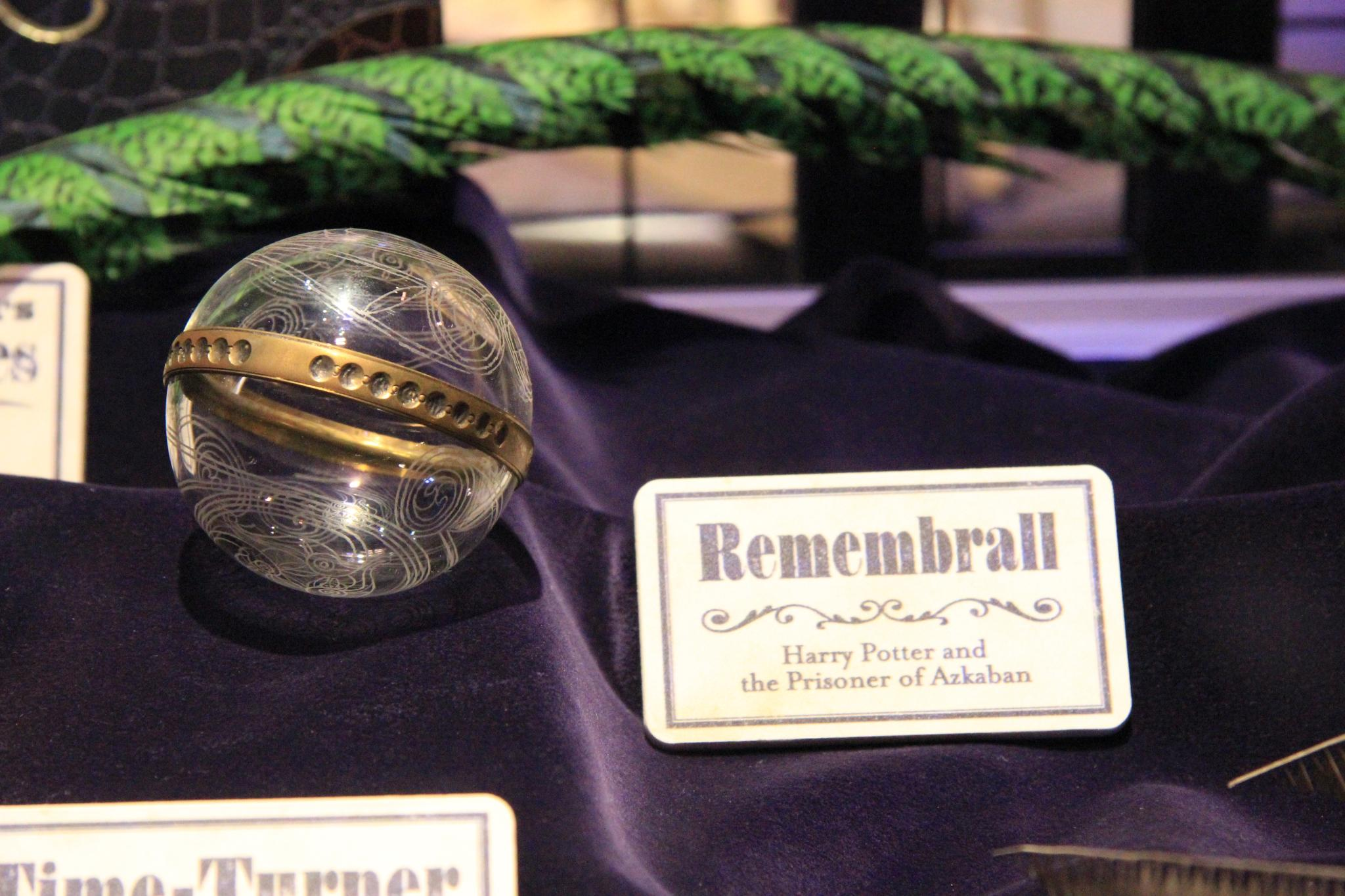
كرة التذكير لنيفيل لونغبوتوم
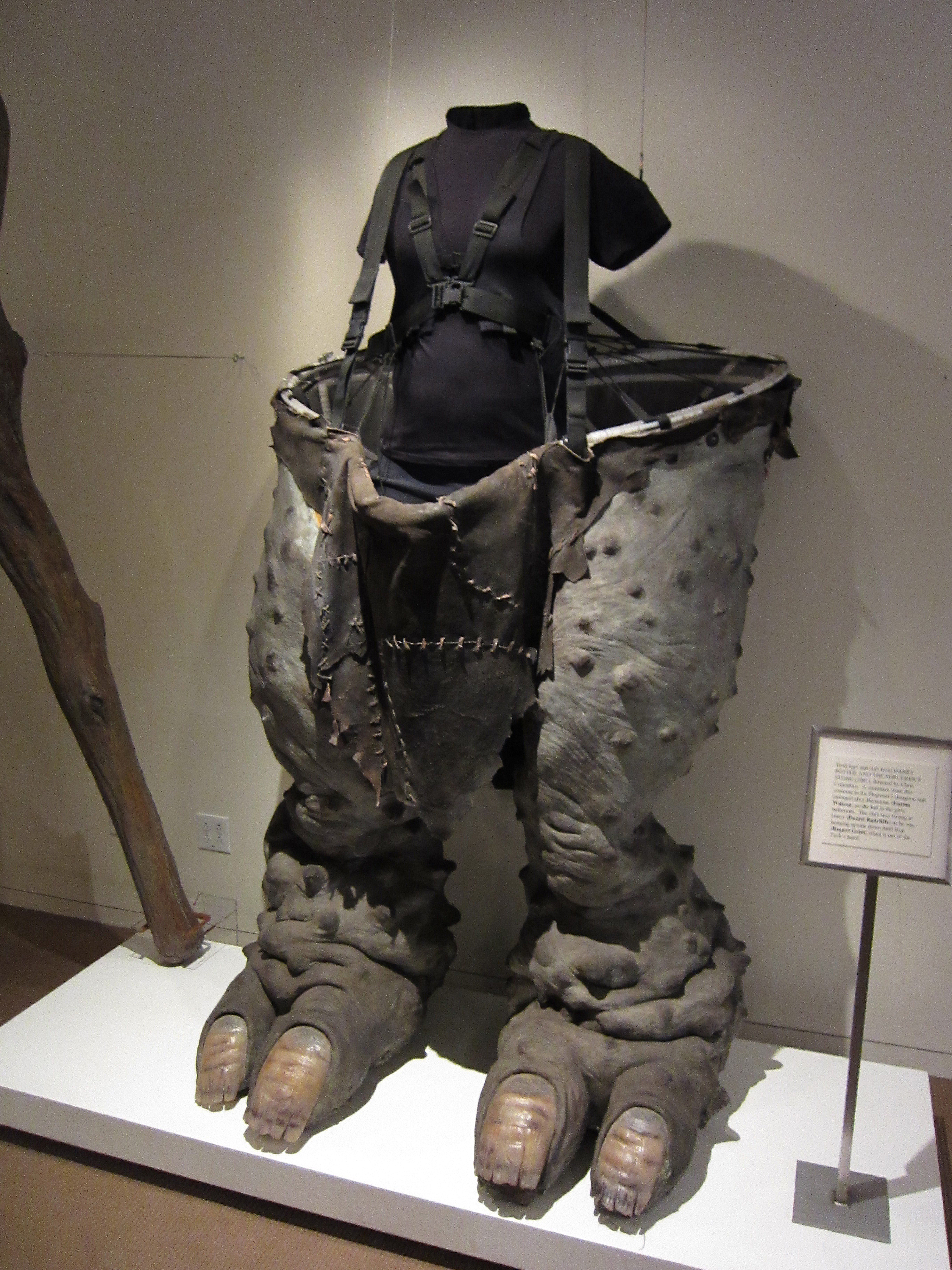
أقدام الترول في الفيلم
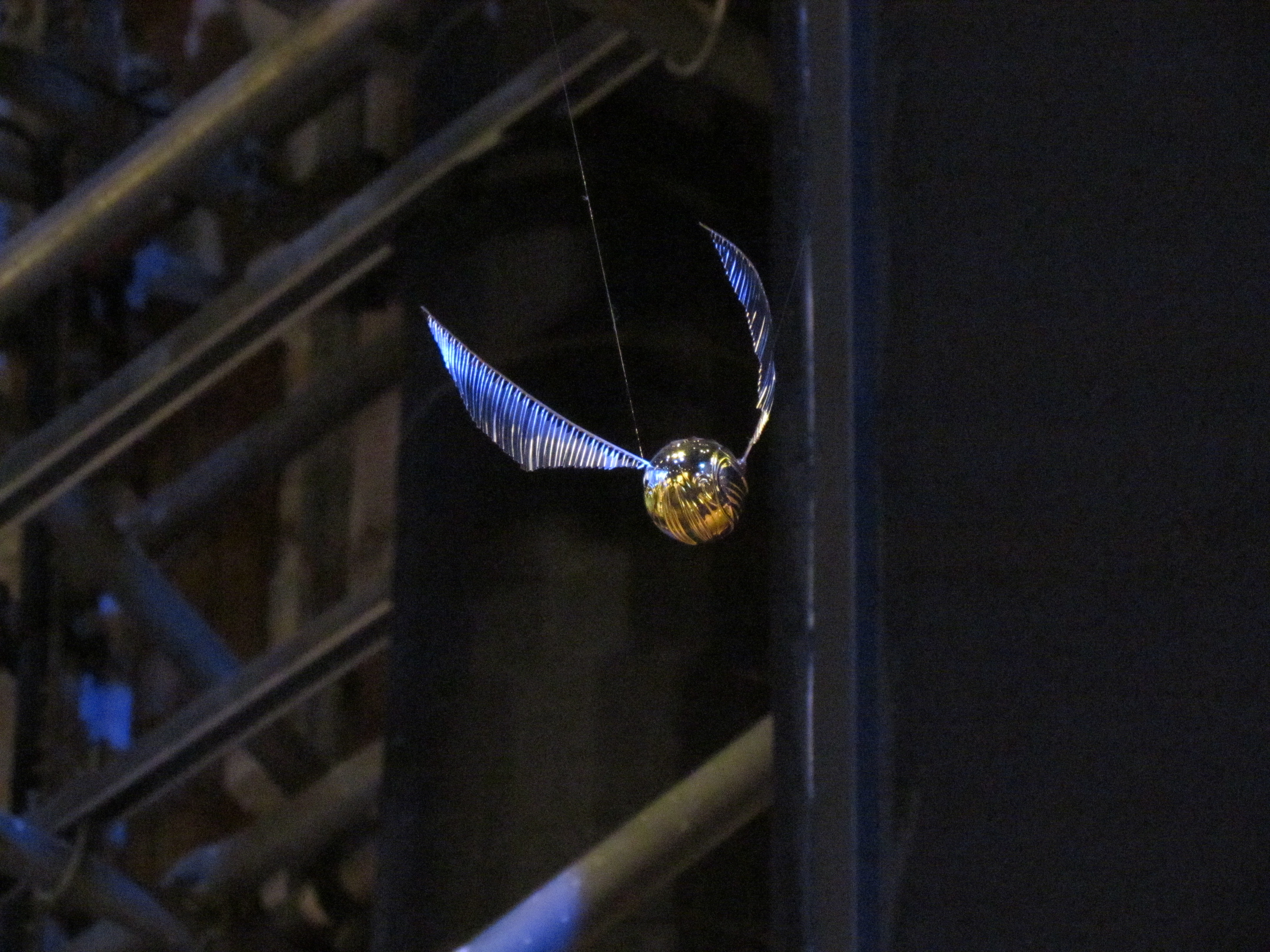
الكرة الذهبية المستعملة في الفيلم
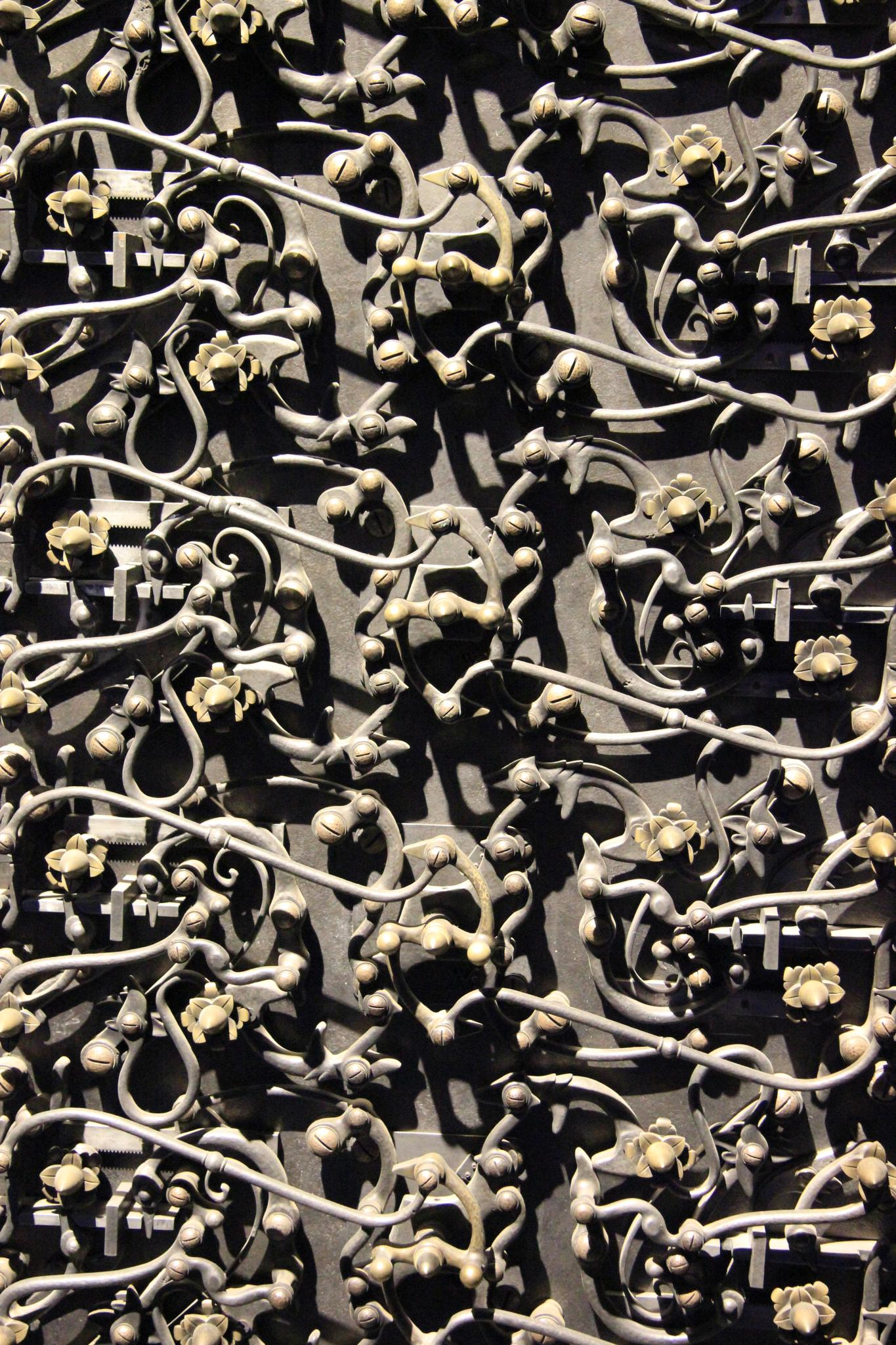
أقفال الخزانات في بنك غرينغوت
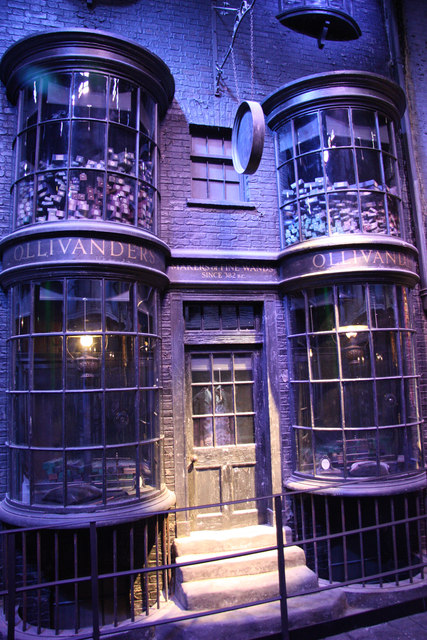
متجر عصي أوليفاندرز في حارة دياجون، منذ 382 قبل الميلاد. في استوديوهات وارنر براذرز.
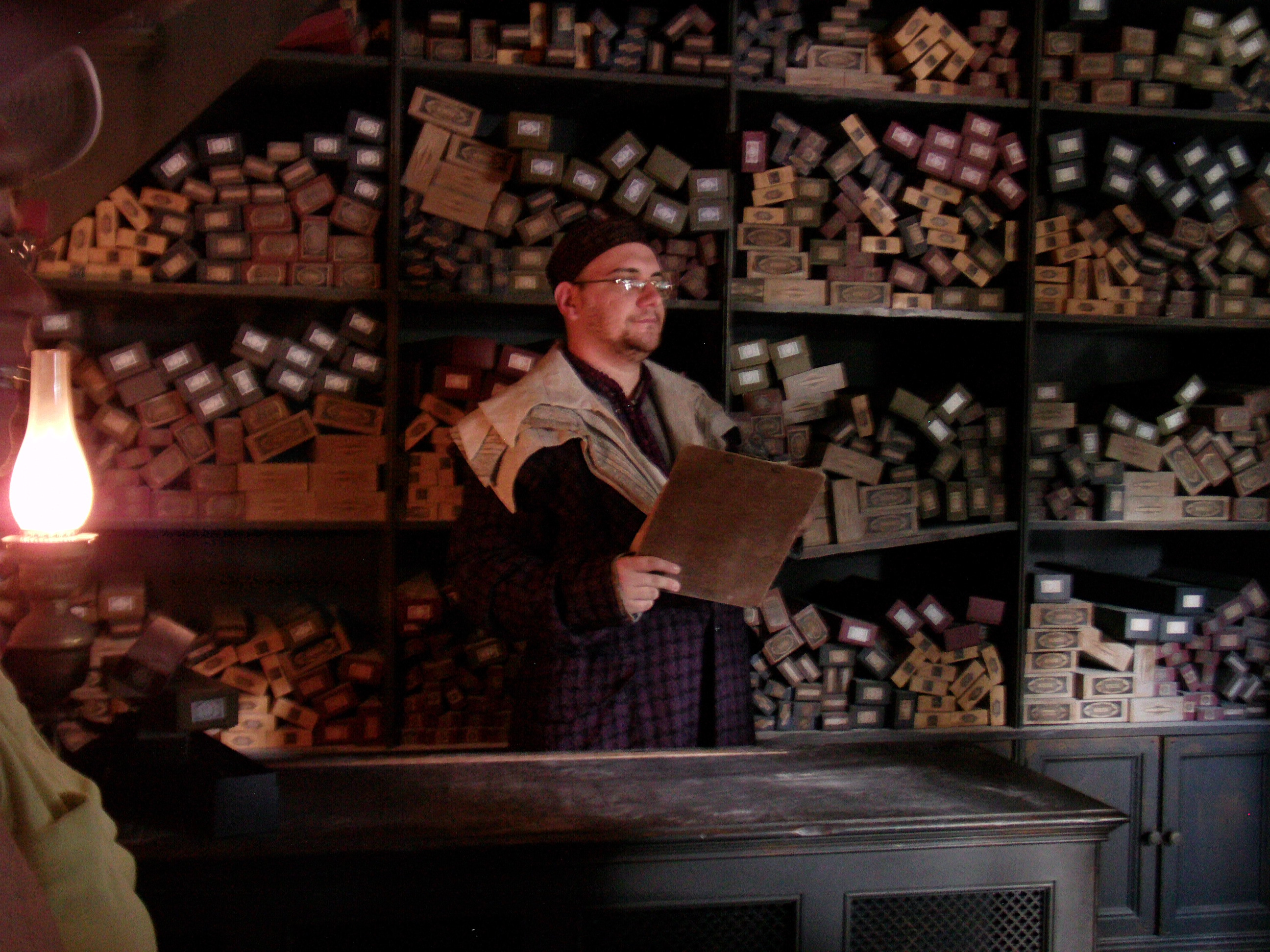
متجر أليفندرز للعصي السحرية من الداخل
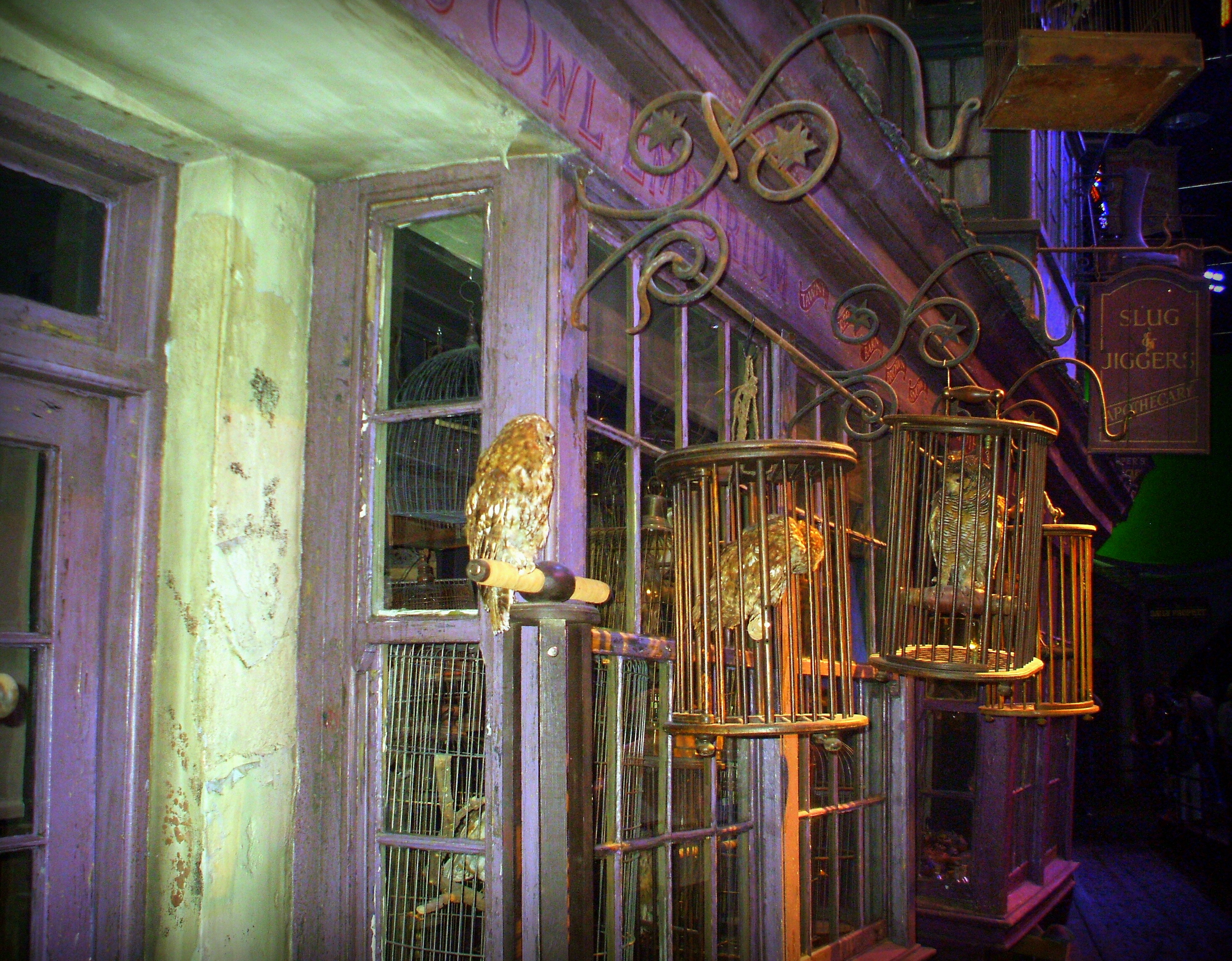
متجر بيع البوم في حارة دياجون. في استوديوهات وارنر براذرز.
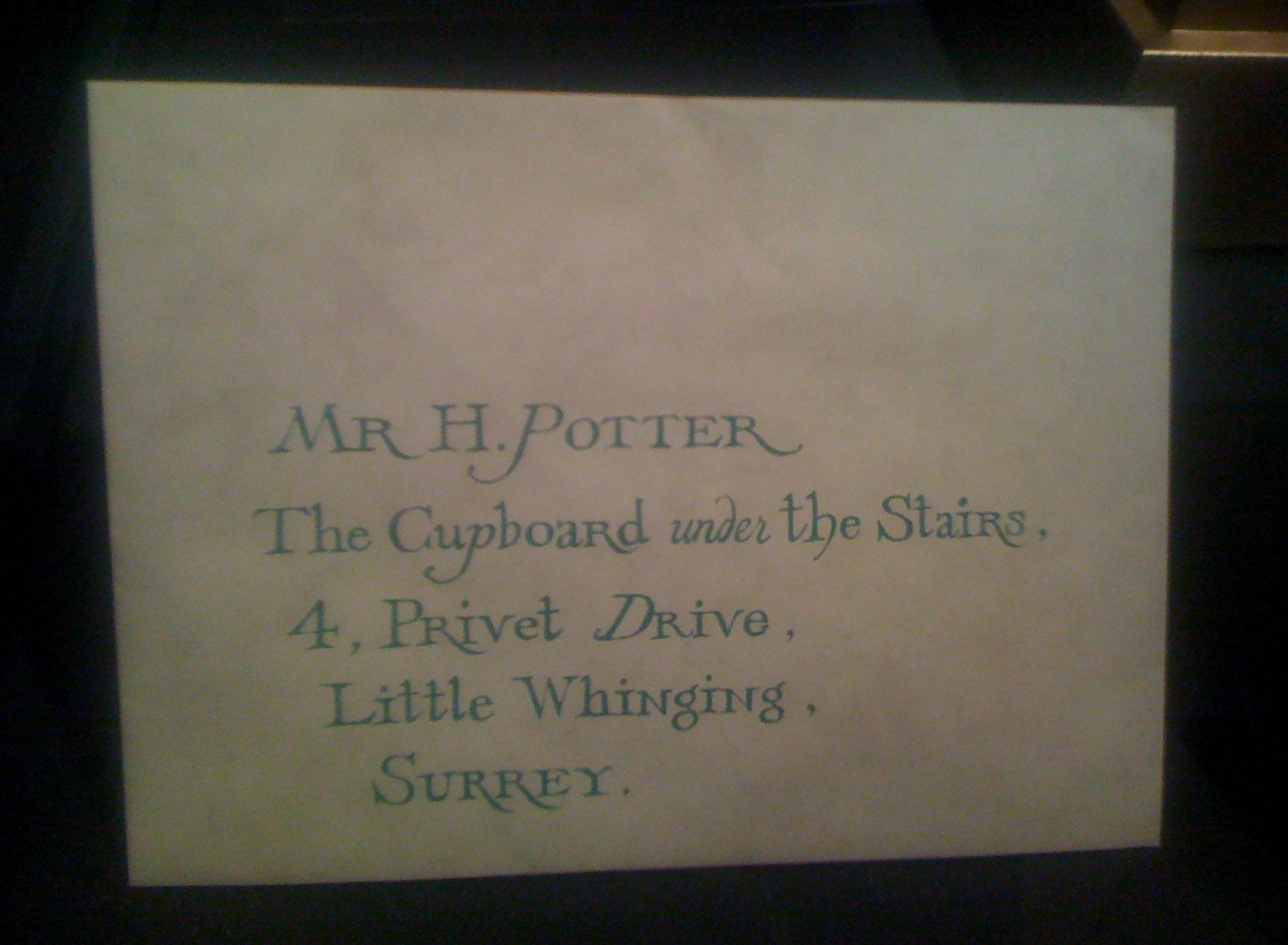
الرسالة الأصلية التي تلقاها هاري بوتر في الفيلم الأول معلنة تسجيله في مدرسة هوجورتس. معروضة في متحف المنمنمات ومجموعات الأفلام في ليون.
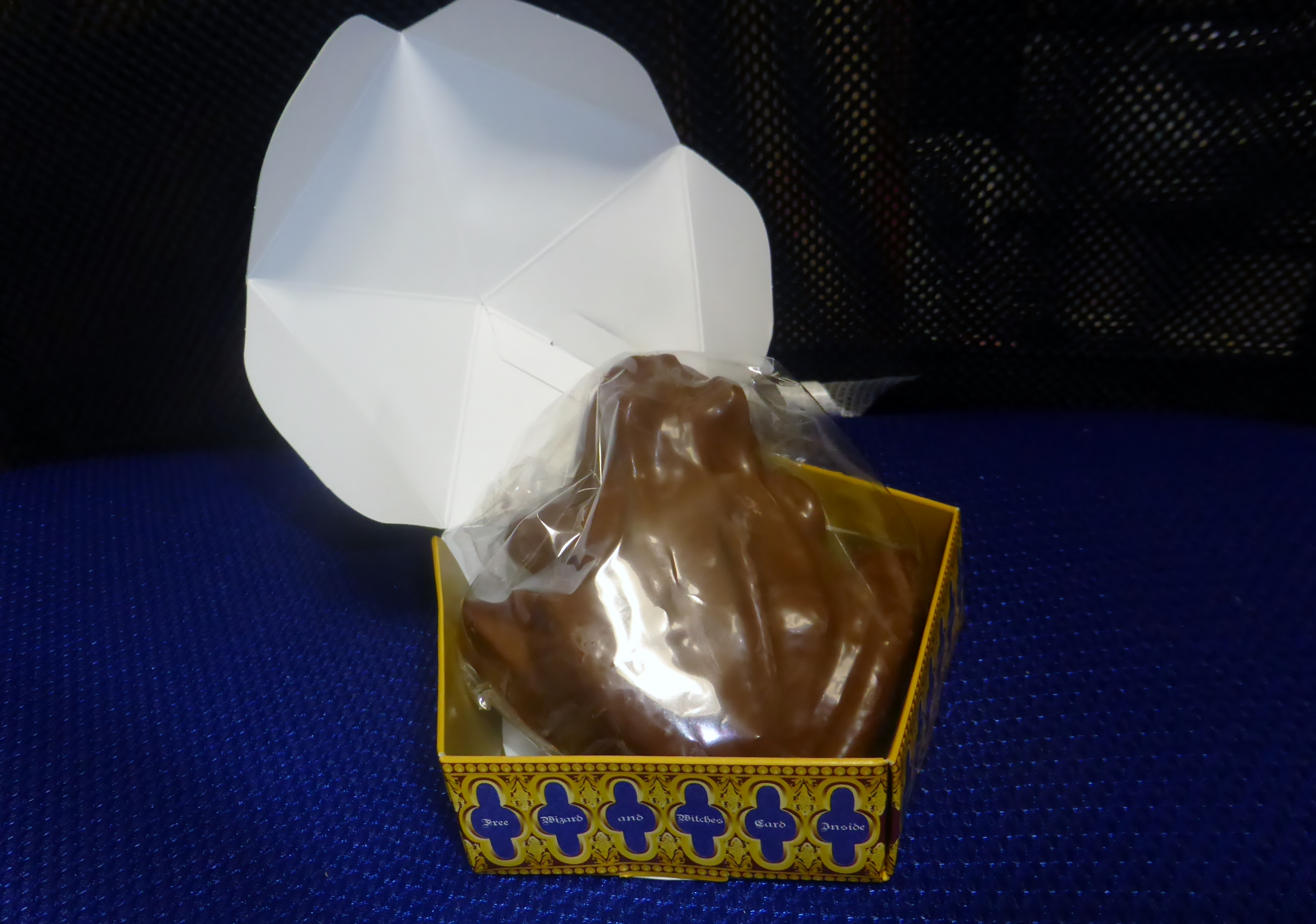
صورة للنسخة التجارية لشوكولاتة الضفدع التي تظهر في هاري بوتر.
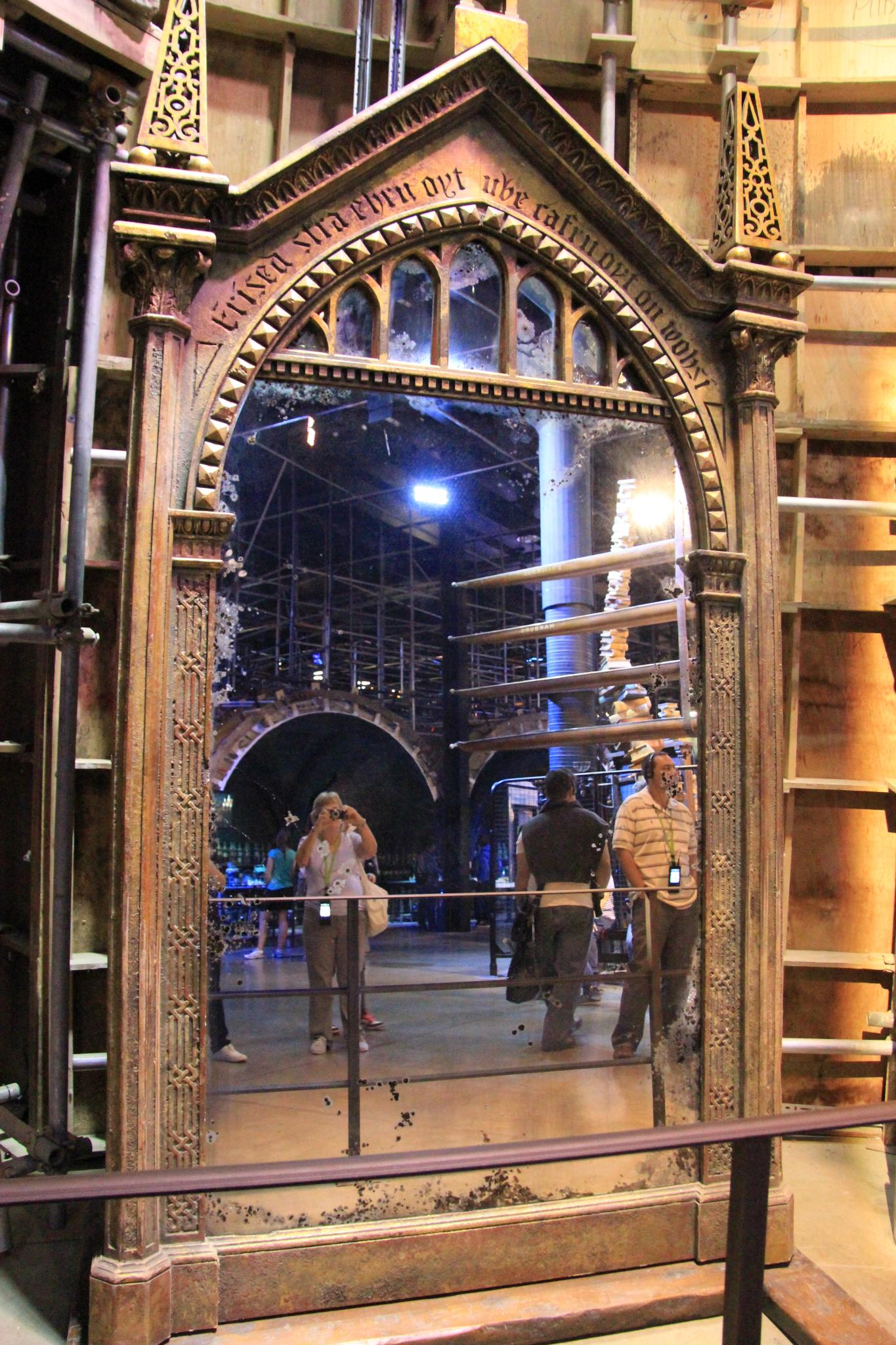
مرآة التمني المستعملة في الفيلم. في استوديوهات وارنر براذرز.
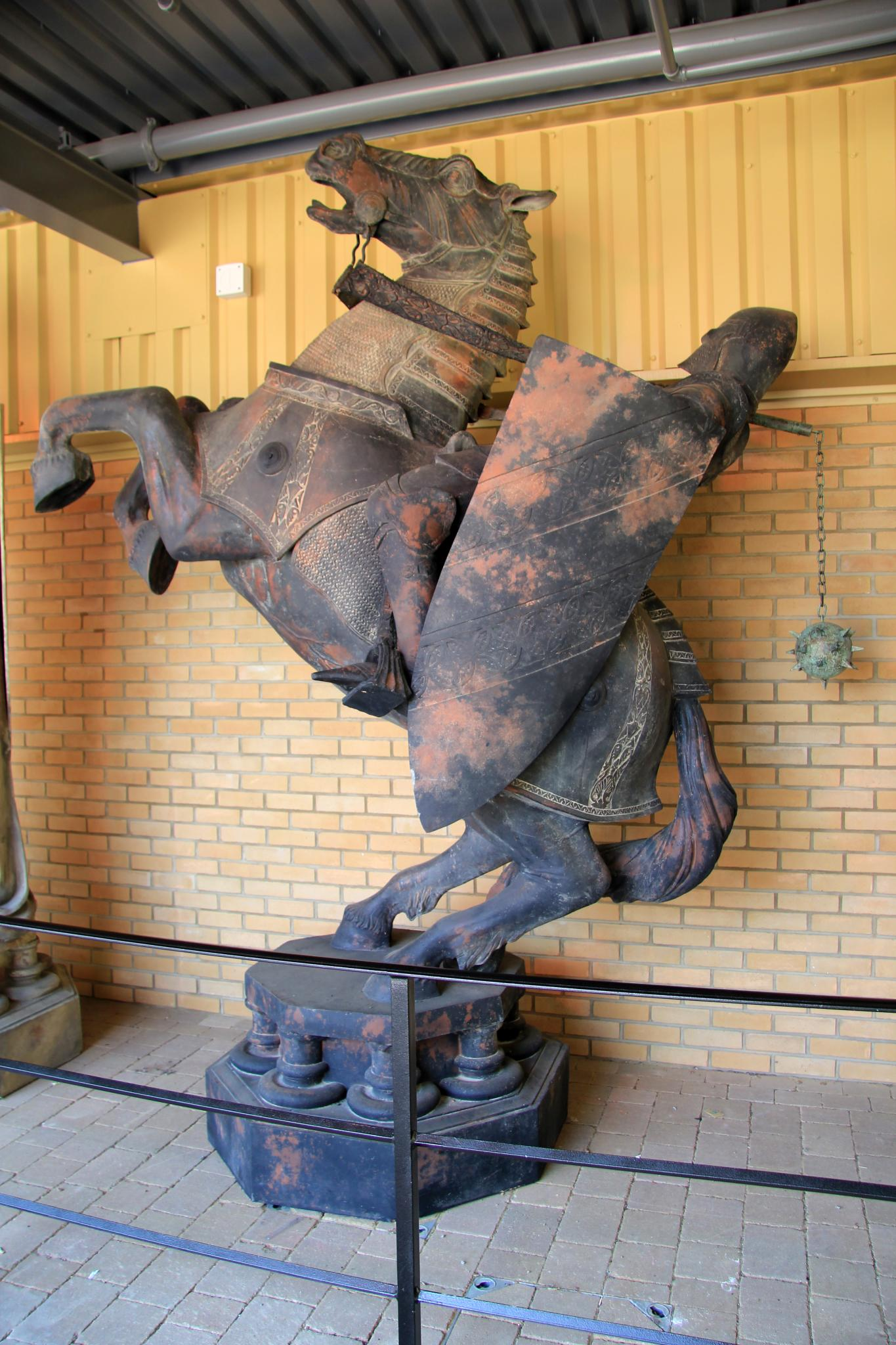
حصان شطرنج السحرة المستعمل في الفيلم. في استوديوهات وارنر براذرز.

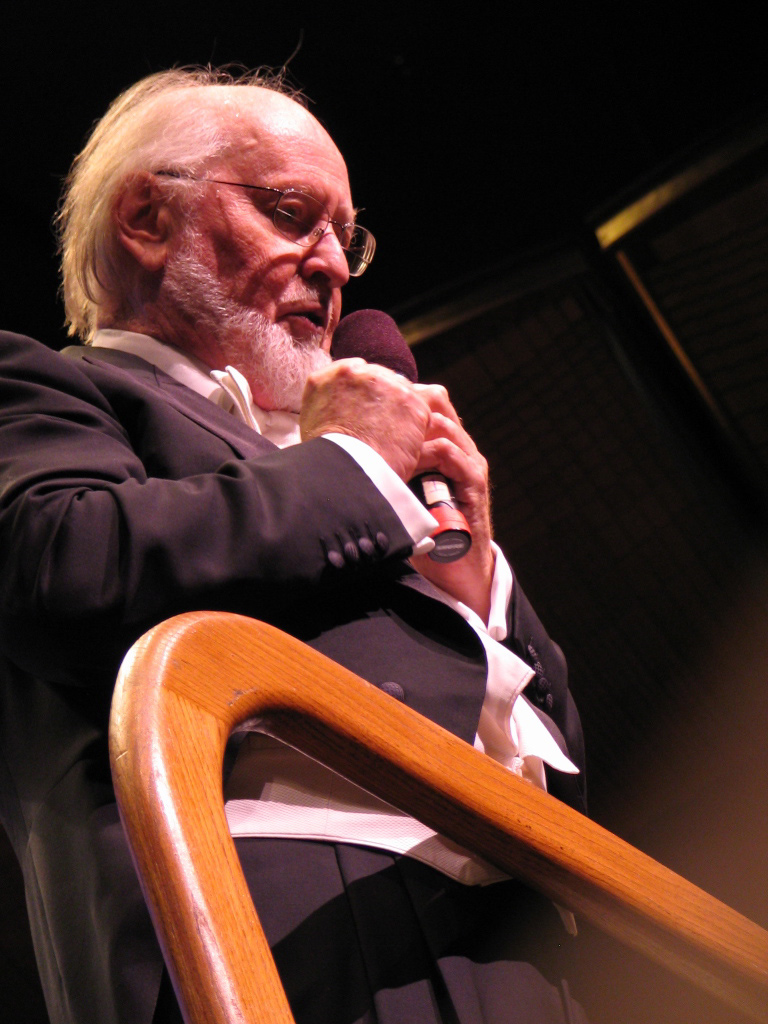
جون ويليامز ملحن فيلم هاري بوتر وحجر الفيلسوف

### الموسيقى
تم اختيار جون ويليامز لتأليف الموسيقى الخاصة بالفيلم. بدأ ويليامز تأليف الموسيقى من منزله في لوس أنجلس قبل تسجيلها في لندن في سبتمبر / أيلول 2001. كان أحد الألحان الرئيسية بعنوان «لحن هيدويج»؛ و«بدا أن الجميع أعجبهم هذا اللحن»، وبالتالي كانت واحدة من الموسيقى التي تكررت طوال السلسلة.

تم إصدار الألبوم الصوتي في 30 أكتوبر 2001 في شكل قرص مضغوط.

## الاختلافات مقارنة بالكتاب

شعار هاري بوتر وحجر الفيلسوف في الكتاب ثم في الفيلم

راجع كولومبوس مرارًا رولينغ للتأكد من أنه يحصل على التفاصيل الصغيرة بشكل صحيح. وصف كلوفز الفيلم بأنه «مخلص حقًا» للكتاب. وأضاف الحوار الذي وافقت عليه رولينغ. كان لابد من إزالة أحد الأسطر المدرجة في الأصل بعد أن أخبرته رولينغ أنها ستتعارض بشكل مباشر مع حدث في رواية هاري بوتر الخامسة التي لم تصدر بعد، هاري بوتر وجماعة العنقاء.
تمت إزالة العديد من الشخصيات الثانوية من نسخة الفيلم، وأبرزها بيفز الروح الشريرة، على الرغم من أن الممثل ريك مايال كان يلعب الدور، ولكن تم قطع مشاهده في النهاية من الفيلم ولم يتم إصدارها أبدًا. الفصل الأول من الكتاب، الذي تم سرده من وجهة نظر فيرنون وبيتونيا درسلي، غائب عن الفيلم. أول لقاء لهاري ودراكو في متجر السيدة مالكين للملابس ومبارزة منتصف الليل ليست في الفيلم. ذُكِر في الفيلم أن دمبلدور أخذ نوربرت بعيدا؛ بينما في الكتاب يضطر هاري وهيرميون إلى اصطحابه باليد إلى أصدقاء تشارلي ويزلي. وفقًا لكلوفز، كان "الجزء الوحيد من الكتاب الذي شعرت [رولينغ] أنه يمكن تغييره بسهولة". نتيجة لذلك، تم تغيير سبب الاحتجاز في الغابة المحرمة: في الرواية، تم وضع هاري وهيرميون رهن الاعتقال لأن فيلتش قد قبض عليهما عند مغادرة برج علم الفلك في ساعة متأخرة من الليل، وتم احتجاز نيفيل ومالفوي عندما قبضت عليهما الأستاذة مكجونجال في ممر ليلا. في الفيلم، يتلقى هاري وهيرميون ورون الاحتجاز بعد أن أمسك بهم مالفوي في كوخ هاجريد في وقت متأخر؛ ثم يتلقى مالفوي الاحتجاز لأنه خرج من مرقده ليلا. تم تغيير ملعب كويدتش من ملعب تقليدي إلى ملعب مفتوح تحيط به أبراج المتفرجين. لا يتم تطبيق الجدول الزمني للكتاب في الفيلم. في الكتاب، عيد ميلاد هاري الحادي عشر هو عام 1991. في مشاهد الفيلم المحددة في 4 بريفت درايف، تحمل شهادات ددلي من المدرسة الابتدائية عام 2001.

## التوزيع

### التسويق
تم إصدار الملصق الدعائي الأول في 1 ديسمبر 2000. تم إصدار المقطع الدعائي الأول عبر القمر الصناعي في 2 مارس 2001 وظهر لأول مرة في دور السينما مع إصدار فيلم سي سبوت ران. قامت شركة إلكترونيك آرتس بإصدار لعبة فيديو مبنية على الفيلم في 15 نوفمبر 2001 لعدة وحدات تحكم. تم إصدار منفذ للعبة، لـ نينتندو غيم كيوب وبلاي ستايشن 2 وإكس بوكس، في عام 2003. فازت شركة ماتيل بحقوق إنتاج الألعاب بناءً على الفيلم، ليتم بيعها حصريًا من خلال متاجر وارنر براذرز. أنتجت هاسبرو أيضًا منتجا، بما في ذلك منتجات الحلويات بناءً على تلك الموجودة في السلسلة. وقَّعت شركة وارنر براذرز صفقة بقيمة 150 مليون دولار أمريكي مع شركة كوكا كولا للترويج للفيلم. أُنتجت سلسلة ليغو اعتمادًا على بعض المباني والمشاهد من الفيلم، بالإضافة إلى لعبة فيديو مصمم الليغو جيث تحوي عدة اقتباسات من الفيلم.

### الإصدارات المنزلية
أصدرت شركة وارنر براذرز. الفيلم لأول مرة على صيغة في إتش إس (VHS) ودي في دي (DVD) في 11 مايو 2002 في المملكة المتحدة و 28 مايو 2002 في الولايات المتحدة. بين مايو ويونيو 2002، بيعت 10 ملايين نسخة من الفيلم، 60٪ منها كانت مبيعات دي في دي (DVD).
في ديسمبر 2009، تم «الإصدار النهائي» المكون من 4 أسطوانات، مع إضافة سبع دقائق من المشاهد المحذوفة، مع ميزة مطولة خاصة بـ إنشاء عالم هاري بوتر الجزء الأول: بدايات السحر، وكتيب بغلاف مقوى من 48 صفحة. تبلغ مدة تشغيل النسخة الموسعة حوالي 159 دقيقة، والتي سبق عرضها خلال بعض البرامج التلفزيونية. تمت إعادة إصدار الفيلم على شكل قرص دي في دي (DVD) كجزء من مجموعة هاري بوتر المكونة من 8 أقراص: السلسلة الكاملة الأفلام الثمانية في نوفمبر 2011، وعلى بلو راي كجزء من مجموعة هوغوورتس المكونة من 31 قرصًا في أبريل 2014.

## الإستقبال

### إصدار الفيلم ومداخيل شبابيك التذاكر
تم العرض العالمي الأول لهاري بوتر وحجر الفيلسوف في ميدان أوديون ليستر في لندن في 4 نوفمبر 2001، حيث تم ترتيب السينما لتشبه مدرسة هوجورتس. تم استقبال الفيلم بشكل كبير في شباك التذاكر. في الولايات المتحدة، حققت 32.3 مليون دولار في يوم الافتتاح، محطما الرقم القياسي الذي سجله في اليوم الواحد سابقًا: حرب النجوم الحلقة الأولى: تهديد الشبح (1999). في اليوم الثاني من الإصدار، زاد إجمالي الفيلم إلى 33.5 مليون دولار، محطمًا الرقم القياسي لأكبر يوم واحد مرة أخرى. في المجموع، حقق الفيلم 90.3 مليون دولار خلال عطلة نهاية الأسبوع الأولى، محطما الرقم القياسي لأعلى افتتاح في نهاية الأسبوع على الإطلاق والذي كان يحمله في السابق العالم المفقود: الحديقة الجواسية (1997). احتفظ بالرقم القياسي حتى مايو من العالم التالي عندما حقق سبايدر مان (2002) 114.8 مليون دولار في عطلة نهاية الأسبوع الافتتاحية. احتفظ الفيلم بالمركز الأول في شباك التذاكر لثلاث عطلات نهاية أسبوع متتالية. حقق الفيلم أيضًا أعلى رقم قياسي في نهاية الأسبوع في عيد الشكر لمدة 5 أيام (من الأربعاء إلى الأحد) بلغ 82.4 مليون دولار، مع الاحتفاظ باللقب لمدة اثني عشر عامًا حتى تجاوزَه كل من مباريات الجوع: ألسنة اللهب (2013) وفروزن (2013) بإيرادات بلغت 110.1 مليون دولار و 94 مليون دولار على التوالي.
تم تحقيق نتائج مماثلة في جميع أنحاء العالم. في المملكة المتحدة، حطم هاري بوتر وحجر الفيلسوف الرقم القياسي لأعلى إيرادات افتتاح في نهاية الأسبوع على الإطلاق، سواء باحتساب المعاينات أو عدم احتسابها، حيث حقق 16.3 مليون جنيه إسترليني بالمعاينات و 9.8 مليون جنيه إسترليني بدون معاينات. استمر الفيلم في جني 66.1 مليون جنيه إسترليني في المملكة المتحدة وحدها، مما يجعله ثاني أعلى فيلم ربح في البلاد على الإطلاق (بعد تيتانيك)، حتى تجاوزه فيلم ماما ميا! سنة 2008. خلال مسيرته، حصل الفيلم على 974 مليون دولار في شباك التذاكر في جميع أنحاء العالم، 317 مليون دولار منها في الولايات المتحدة و 657 مليون دولار في بقية العالم، مما جعله ثاني أعلى فيلم دخلا في التاريخ في ذلك الوقت، بالإضافة إلى الفيلم الأكثر ربحًا لعام 2001. كما أنَّه ثاني أعلى فيلم دخلاً في سلسلة هاري بوتر بعد فيلم هاري بوتر ومقدسات الموت الجزء 2. يُقدِر موقع بوكس أوفيس موجو أن الفيلم باع أكثر من 55.9 مليون تذكرة في الولايات المتحدة.
في أغسطس 2020، أعيد إصدار فيلم هاري بوتر وحجر الفيلسوف في العديد من البلدان، بما في ذلك تحسينات ليُعرض بدقة 4K وبفضاء ثلاثي الأبعاد في الصين، حيث ربح 31.8 مليون دولار، ليصبح المجموع العالمي 1,006,917,662 دولار، مما يجعله الفيلم الثاني في السلسلة الذي تتجاوز إيراداته الـ المليار دولار بعد فيلم هاري بوتر ومقدسات الموت الجزء 2.
| البلد            | مداخيل شبابيك التذاكر (بالدولار الأمريكي) | البلد          | مداخيل شبابيك التذاكر (بالدولار الأمريكي) |
| ---------------- | ----------------------------------------- | -------------- | ----------------------------------------- |
| الولايات المتحدة | 550 575 317                               | النرويج        | 296 810 6                                 |
| اليابان          | 493 993 152                               | النمسا         | 5,597,385                                 |
| المملكة المتحدة  | 572 662 84                                | هونغ كونغ      | 5,014,325                                 |
| ألمانيا          | 864 802 67                                | تايوان         | 322 734 4                                 |
| فرنسا            | 835 137 48                                | نيوزيلندا      | 322 165 3                                 |
| إسبانيا          | 961 403 24                                | فنلندا         | 3,070,350                                 |
| إيطاليا          | 492 224 22                                | جمهورية التشيك | 1,745,622                                 |
| أستراليا         | 392 404 21                                | جنوب إفريقيا   | 271 403 1                                 |
| المكسيك          | 650 955 16                                | المجر          | 1,235,948                                 |
| هولندا           | 178 391 13                                | الإكوادور      | 333 367                                   |
| البرازيل         | 073 701 9                                 | بلغاريا        | 300,078                                   |

| البلد            | تاريخ إصدار الفيلم | البلد          | تاريخ إصدار الفيلم |
| ---------------- | ------------------ | -------------- | ------------------ |
| المملكة المتحدة  | 16 نوفمبر 2001     | إسبانيا        | 30 نوفمبر 2001     |
| الولايات المتحدة | 16 نوفمبر 2001     | المكسيك        | 30 نوفمبر 2001     |
| تايوان           | 16 نوفمبر 2001     | نيوزيلندا      | 30 نوفمبر 2001     |
| ألمانيا          | 22 نوفمبر 2001     | اليابان        | 1 ديسمبر 2001      |
| هولندا           | 22 نوفمبر 2001     | فرنسا          | 5 ديسمبر 2001      |
| النمسا           | 23 نوفمبر 2001     | إيطاليا        | 6 ديسمبر 2001      |
| البرازيل         | 23 نوفمبر 2001     | الإكوادور      | 7 ديسمبر 2001      |
| فنلندا           | 23 نوفمبر 2001     | المجر          | 13 ديسمبر 2001     |
| النرويج          | 23 نوفمبر 2001     | هونغ كونغ      | 20 ديسمبر 2001     |
| جنوب إفريقيا     | 23 نوفمبر 2001     | جمهورية التشيك | 14 فبراير 2002     |
| أستراليا         | 29 نوفمبر 2001     | بلغاريا        | 15 فبراير 2002     |

### التقييم النقدي
على موقع روتن توميتوز، حصل الفيلم على نسبة موافقة تبلغ 81٪ بناءً على 201 مراجعة، بمتوسط تقييم 7.07⁄10. يقرأ الإجماع النقدي للموقع، «هاري بوتر وحجر الساحر يتكيف مع مصدره بأمانة بينما يكثف السرد المحشو للرواية في فيلم سحري مقتبس - وغالبًا ما يكون مثيرًا للغاية - على الشاشة الكبيرة». على موقع ميتاكريتيك، حصل الفيلم على 64 من أصل 100، بناءً على 36 نقدًا، مما يشير إلى «المراجعات الإيجابية بشكل عام». الجماهير التي شملتها الدراسة التي أجرتها سينماسكور أعطت الفيلم متوسط درجة "A" على مقياس A + إلى F.
وصف روجر إيبرت فيلم هاري بوتر وحجر الفيلسوف بأنه «كلاسيكي»، حيث أعطى الفيلم أربعة من أصل أربعة نجوم، وأثنى بشكل خاص على المؤثرات البصرية لمشاهد الكويدتش. ردد كل من المراجعين في جريدة ديلي تلغراف وإمباير الثناء، حيث أطلق عليه آلان موريسون من إمباير اسم فيلم «التسلسل البارز». كما قدم براين ليندر من آي جي إن مراجعة إيجابية للفيلم، لكنه خلص إلى أنه «ليس مثاليًا، لكنه بالنسبة لي ملحق رائع لسلسلة كتب أحبها». على الرغم من انتقادها النصف ساعة الأخيرة، صرحت جين أوفموث من بالو آلتو أونلاين أن الفيلم «سيسحر حتى أكثر رواد السينما تشاؤمًا». أعطت كلوديا بويج، مراجعة يو إس إيه توداي، الفيلم ثلاثة من أصل أربعة نجوم، مشيدة بشكل خاص بتصميم المجموعة وتمثيل روبي كولتران لهاغريد، لكنها انتقدت عمل الملحن جون ويليامز وخلصت إلى أن «العديد من قراء الكتاب قد يرغبون في تجسيد سينمائي أكثر سحراً». تم الإشادة بالمجموعات والتصميم والتصوير السينمائي والتأثيرات والممثلين الرئيسيين من قِبَل كيرك هانيكوت من هوليوود ريبورتر، على الرغم من أنه اعتبر أن درجة جون ويليامز «صندوق موسيقي رائع لا يصمت». قام تود مكارثي من فارايتي بمقارنة الفيلم بشكل إيجابي مع فيلم ذهب مع الريح ووضع «السيناريو أمين، والممثلون على أوفياء تمامًا، والمجموعات والأزياء والمكياج والتأثيرات تتطابق [مع الكتاب] وأحيانًا تتجاوز أي شيء يمكن للمرء أن يتخيله». وأشار جوناثان فورمان من صحيفة نيويورك بوست إلى أن الفيلم كان «مخلصًا بشكل ملحوظ» لنظيره الأدبي بالإضافة إلى أنه «إذا كان تكييفا طويلاً فإنه ترفيهي مستمر». أمَّا ريتشارد كورليس من مجلة تايم، فانتقد وتيرة الممثلين «الخاليين من الكاريزما». وجد بول تاتارا من سي إن إن أن كولومبوس وكلوفز «حريصون للغاية على تجنب الإساءة إلى أي شخص من خلال حذف مقطع من الكتاب، ما يسمى بالسرد يشبه إلى حد كبير المخيم داخل رأس رولينج». تمنى إد غونزاليز من سلنت ماغازين أن يكون الفيلم قد أخرجه تيم برتون، ووجد أن التصوير السينمائي «لطيف ورطب»، وأن غالبية الفيلم «احتفال ممل للغاية». كان إلفيس ميتشل من صحيفة نيويورك تايمز سلبيًا للغاية بشأن الفيلم ، قائلاً «[الفيلم] يشبه المنتزه الترفيهي كان في أوجِّه منذ بضع سنوات؛ تتأرجح عند الركوب مع التعب في كل مرة يأخذون فيها منعطفًا.» كما قال إنها تعاني من «نقص في الخيال» ووصف الشخصيات بأنها «شخصيات خشبية»، مضيفًا أن «قبعة التنسيق لها شخصية أكثر من أي شيء آخر في الفيلم».

## الجوائز والترشيحات
تلقى فيلم هاري بوتر وحجر الفيلسوف ثلاثة ترشيحات لجوائز الأوسكار: جائزة الأوسكار لأفضل تصميم إنتاج، وجائزة الأوسكار لأفضل تصميم أزياء، وجائزة الأوسكار لأفضل موسيقى تصويرية لجون ويليامز. تم ترشيح الفيلم أيضًا لسبع جوائز جوائز الأكاديمية البريطانية للأفلام (البافتا): أفضل فيلم بريطاني، وأفضل ممثل في دور ثانوي لروبي كولتران، وجائزة البافتا لأفضل تصميم أزياء، وأفضل تصميم إنتاج، وأفضل مكياج وتصفيف شعر، وأفضل صوت، وأفضل تأثيرات بصرية. فازت بجائزة جائزة زحل لأفضل زي، وتم ترشيحه لثمانية جوائز أخرى. وقد فاز بجوائز أخرى من جمعية إختيار الممثلين الأمريكية ونقابة مصممي الأزياء. تم ترشيحه لجائزة جائزة معهد الفيلم الأمريكي لتأثيراته الخاصة، وجائزة نقابة مخرجي الفن لتصميم الإنتاج. حصل على جائزة جائزة اختيار النقاد للأفلام لأفضل فيلم عائلي، وتم ترشيحه لأفضل أداء للأطفال (لدانيال رادكليف) وأفضل ملحن. في عام 2005، رشح المعهد الأمريكي للأفلام الفيلم لـ قائمة أفضل 25 فيلم في السينما الأمريكية.

## وصلات خارجية
- مقالات تستعمل روابط فنية بلا صلة مع ويكي بيانات